# Neoteleostei
Neoteleostei son un clado extenso de peces óseos compuesto principalmente por clados marinos. Solo tres linajes cuentan con especies de agua dulce: los Percopsiformes (percas de trucha) que viven exclusivamente en agua dulce; los Gadiformes (bacalaos) que son principalmente marinos, excepto la lota que vive en agua dulce y algunas poblaciones de bacalao en agua salobre y Percomorpha.
Los miembros restantes de Neoteleostei son marinos: el popular clado de Acanthopterygii que consiste en Beryciformes, Holocentridae y Percomorpha antes mencionados (que incluyen familias como el atún, los caballitos de mar, los gobios, los cíclidos, los peces planos, los lábridos, las percas, los rapes y los peces globo), los Ateleopodidae (medusas), los Lampridiformes (peces remo, opah, peces cinta), los Zeiformes (doris), los Polymixiidae (peces barba), los Stylephorus, los Myctophiformes (peces linterna) y los Aulopiformes (peces lagarto) que incluyen algunas especies de aguas salobres (también el orden marino Stomiiformes que alguna vez estuvo incluido en Neoteleostei como parte del superorden Stenopterygii, pero desde entonces se han colocado en Stomiati fuera del Neoteleostei).

## Estructura
|  | Zeiformes (dories)                                                                                        |
|  | |
|  | \| \| Stylephoriformes (ojos de tubo, aletas de hilo) \| \| \| \| \| \| Gadiformes (bacalaos) \| \| \| \| |
|  | |
|  | Stylephoriformes (ojos de tubo, aletas de hilo)                                                           |
|  | |
|  | Gadiformes (bacalaos)                                                                                     |
|  | |

|  | Stylephoriformes (ojos de tubo, aletas de hilo) |
|  |                                                 |
|  | Gadiformes (bacalaos)                           |
|  |                                                 |

|  | Zeiformes (dories)                                                                                        |
|  | |
|  | \| \| Stylephoriformes (ojos de tubo, aletas de hilo) \| \| \| \| \| \| Gadiformes (bacalaos) \| \| \| \| |
|  | |
|  | Stylephoriformes (ojos de tubo, aletas de hilo)                                                           |
|  | |
|  | Gadiformes (bacalaos)                                                                                     |
|  | |

|  | Stylephoriformes (ojos de tubo, aletas de hilo) |
|  |                                                 |
|  | Gadiformes (bacalaos)                           |
|  |                                                 |

|  | Zeiformes (dories)                                                                                        |
|  | |
|  | \| \| Stylephoriformes (ojos de tubo, aletas de hilo) \| \| \| \| \| \| Gadiformes (bacalaos) \| \| \| \| |
|  | |
|  | Stylephoriformes (ojos de tubo, aletas de hilo)                                                           |
|  | |
|  | Gadiformes (bacalaos)                                                                                     |
|  | |

|  | Stylephoriformes (ojos de tubo, aletas de hilo) |
|  |                                                 |
|  | Gadiformes (bacalaos)                           |
|  |                                                 |

|  | Zeiformes (dories)                                                                                        |
|  | |
|  | \| \| Stylephoriformes (ojos de tubo, aletas de hilo) \| \| \| \| \| \| Gadiformes (bacalaos) \| \| \| \| |
|  | |
|  | Stylephoriformes (ojos de tubo, aletas de hilo)                                                           |
|  | |
|  | Gadiformes (bacalaos)                                                                                     |
|  | |

|  | Stylephoriformes (ojos de tubo, aletas de hilo) |
|  |                                                 |
|  | Gadiformes (bacalaos)                           |
|  |                                                 |

| Berycimorphaceae | \| \| Beryciformes (alfonsinos; peces ballena) \| \| \| \| \| \| Trachichthyiformes (peces piña y cabezas de limo) \| \| \| \| |
|                  | \| \| Beryciformes (alfonsinos; peces ballena) \| \| \| \| \| \| Trachichthyiformes (peces piña y cabezas de limo) \| \| \| \| |
|                  | Beryciformes (alfonsinos; peces ballena)                                                                                       |
|                  | |
|                  | Trachichthyiformes (peces piña y cabezas de limo)                                                                              |
|                  | |

|  | Beryciformes (alfonsinos; peces ballena)          |
|  |                                                   |
|  | Trachichthyiformes (peces piña y cabezas de limo) |
|  |                                                   |

| Holocentrimorphaceae | Holocentriformes (pez ardilla; pez soldado)                                                                        |
|                      | Holocentriformes (pez ardilla; pez soldado)                                                                        |
|                      | Percomorpha (atunes, caballitos de mar, gobios, cíclidos, peces planos, lábridos, percas, rapes, peces globo, etc) |
|                      | |

| Berycimorphaceae | \| \| Beryciformes (alfonsinos; peces ballena) \| \| \| \| \| \| Trachichthyiformes (peces piña y cabezas de limo) \| \| \| \| |
|                  | \| \| Beryciformes (alfonsinos; peces ballena) \| \| \| \| \| \| Trachichthyiformes (peces piña y cabezas de limo) \| \| \| \| |
|                  | Beryciformes (alfonsinos; peces ballena)                                                                                       |
|                  | |
|                  | Trachichthyiformes (peces piña y cabezas de limo)                                                                              |
|                  | |

|  | Beryciformes (alfonsinos; peces ballena)          |
|  |                                                   |
|  | Trachichthyiformes (peces piña y cabezas de limo) |
|  |                                                   |

| Holocentrimorphaceae | Holocentriformes (pez ardilla; pez soldado)                                                                        |
|                      | Holocentriformes (pez ardilla; pez soldado)                                                                        |
|                      | Percomorpha (atunes, caballitos de mar, gobios, cíclidos, peces planos, lábridos, percas, rapes, peces globo, etc) |
|                      | |

| Berycimorphaceae | \| \| Beryciformes (alfonsinos; peces ballena) \| \| \| \| \| \| Trachichthyiformes (peces piña y cabezas de limo) \| \| \| \| |
|                  | \| \| Beryciformes (alfonsinos; peces ballena) \| \| \| \| \| \| Trachichthyiformes (peces piña y cabezas de limo) \| \| \| \| |
|                  | Beryciformes (alfonsinos; peces ballena)                                                                                       |
|                  | |
|                  | Trachichthyiformes (peces piña y cabezas de limo)                                                                              |
|                  | |

|  | Beryciformes (alfonsinos; peces ballena)          |
|  |                                                   |
|  | Trachichthyiformes (peces piña y cabezas de limo) |
|  |                                                   |

| Holocentrimorphaceae | Holocentriformes (pez ardilla; pez soldado)                                                                        |
|                      | Holocentriformes (pez ardilla; pez soldado)                                                                        |
|                      | Percomorpha (atunes, caballitos de mar, gobios, cíclidos, peces planos, lábridos, percas, rapes, peces globo, etc) |
|                      | |

| Berycimorphaceae | \| \| Beryciformes (alfonsinos; peces ballena) \| \| \| \| \| \| Trachichthyiformes (peces piña y cabezas de limo) \| \| \| \| |
|                  | \| \| Beryciformes (alfonsinos; peces ballena) \| \| \| \| \| \| Trachichthyiformes (peces piña y cabezas de limo) \| \| \| \| |
|                  | Beryciformes (alfonsinos; peces ballena)                                                                                       |
|                  | |
|                  | Trachichthyiformes (peces piña y cabezas de limo)                                                                              |
|                  | |

|  | Beryciformes (alfonsinos; peces ballena)          |
|  |                                                   |
|  | Trachichthyiformes (peces piña y cabezas de limo) |
|  |                                                   |

| Holocentrimorphaceae | Holocentriformes (pez ardilla; pez soldado)                                                                        |
|                      | Holocentriformes (pez ardilla; pez soldado)                                                                        |
|                      | Percomorpha (atunes, caballitos de mar, gobios, cíclidos, peces planos, lábridos, percas, rapes, peces globo, etc) |
|                      | |

|  | Zeiformes (dories)                                                                                        |
|  | |
|  | \| \| Stylephoriformes (ojos de tubo, aletas de hilo) \| \| \| \| \| \| Gadiformes (bacalaos) \| \| \| \| |
|  | |
|  | Stylephoriformes (ojos de tubo, aletas de hilo)                                                           |
|  | |
|  | Gadiformes (bacalaos)                                                                                     |
|  | |

|  | Stylephoriformes (ojos de tubo, aletas de hilo) |
|  |                                                 |
|  | Gadiformes (bacalaos)                           |
|  |                                                 |

|  | Zeiformes (dories)                                                                                        |
|  | |
|  | \| \| Stylephoriformes (ojos de tubo, aletas de hilo) \| \| \| \| \| \| Gadiformes (bacalaos) \| \| \| \| |
|  | |
|  | Stylephoriformes (ojos de tubo, aletas de hilo)                                                           |
|  | |
|  | Gadiformes (bacalaos)                                                                                     |
|  | |

|  | Stylephoriformes (ojos de tubo, aletas de hilo) |
|  |                                                 |
|  | Gadiformes (bacalaos)                           |
|  |                                                 |

|  | Zeiformes (dories)                                                                                        |
|  | |
|  | \| \| Stylephoriformes (ojos de tubo, aletas de hilo) \| \| \| \| \| \| Gadiformes (bacalaos) \| \| \| \| |
|  | |
|  | Stylephoriformes (ojos de tubo, aletas de hilo)                                                           |
|  | |
|  | Gadiformes (bacalaos)                                                                                     |
|  | |

|  | Stylephoriformes (ojos de tubo, aletas de hilo) |
|  |                                                 |
|  | Gadiformes (bacalaos)                           |
|  |                                                 |

|  | Zeiformes (dories)                                                                                        |
|  | |
|  | \| \| Stylephoriformes (ojos de tubo, aletas de hilo) \| \| \| \| \| \| Gadiformes (bacalaos) \| \| \| \| |
|  | |
|  | Stylephoriformes (ojos de tubo, aletas de hilo)                                                           |
|  | |
|  | Gadiformes (bacalaos)                                                                                     |
|  | |

|  | Stylephoriformes (ojos de tubo, aletas de hilo) |
|  |                                                 |
|  | Gadiformes (bacalaos)                           |
|  |                                                 |

| Berycimorphaceae | \| \| Beryciformes (alfonsinos; peces ballena) \| \| \| \| \| \| Trachichthyiformes (peces piña y cabezas de limo) \| \| \| \| |
|                  | \| \| Beryciformes (alfonsinos; peces ballena) \| \| \| \| \| \| Trachichthyiformes (peces piña y cabezas de limo) \| \| \| \| |
|                  | Beryciformes (alfonsinos; peces ballena)                                                                                       |
|                  | |
|                  | Trachichthyiformes (peces piña y cabezas de limo)                                                                              |
|                  | |

|  | Beryciformes (alfonsinos; peces ballena)          |
|  |                                                   |
|  | Trachichthyiformes (peces piña y cabezas de limo) |
|  |                                                   |

| Holocentrimorphaceae | Holocentriformes (pez ardilla; pez soldado)                                                                        |
|                      | Holocentriformes (pez ardilla; pez soldado)                                                                        |
|                      | Percomorpha (atunes, caballitos de mar, gobios, cíclidos, peces planos, lábridos, percas, rapes, peces globo, etc) |
|                      | |

| Berycimorphaceae | \| \| Beryciformes (alfonsinos; peces ballena) \| \| \| \| \| \| Trachichthyiformes (peces piña y cabezas de limo) \| \| \| \| |
|                  | \| \| Beryciformes (alfonsinos; peces ballena) \| \| \| \| \| \| Trachichthyiformes (peces piña y cabezas de limo) \| \| \| \| |
|                  | Beryciformes (alfonsinos; peces ballena)                                                                                       |
|                  | |
|                  | Trachichthyiformes (peces piña y cabezas de limo)                                                                              |
|                  | |

|  | Beryciformes (alfonsinos; peces ballena)          |
|  |                                                   |
|  | Trachichthyiformes (peces piña y cabezas de limo) |
|  |                                                   |

| Holocentrimorphaceae | Holocentriformes (pez ardilla; pez soldado)                                                                        |
|                      | Holocentriformes (pez ardilla; pez soldado)                                                                        |
|                      | Percomorpha (atunes, caballitos de mar, gobios, cíclidos, peces planos, lábridos, percas, rapes, peces globo, etc) |
|                      | |

| Berycimorphaceae | \| \| Beryciformes (alfonsinos; peces ballena) \| \| \| \| \| \| Trachichthyiformes (peces piña y cabezas de limo) \| \| \| \| |
|                  | \| \| Beryciformes (alfonsinos; peces ballena) \| \| \| \| \| \| Trachichthyiformes (peces piña y cabezas de limo) \| \| \| \| |
|                  | Beryciformes (alfonsinos; peces ballena)                                                                                       |
|                  | |
|                  | Trachichthyiformes (peces piña y cabezas de limo)                                                                              |
|                  | |

|  | Beryciformes (alfonsinos; peces ballena)          |
|  |                                                   |
|  | Trachichthyiformes (peces piña y cabezas de limo) |
|  |                                                   |

| Holocentrimorphaceae | Holocentriformes (pez ardilla; pez soldado)                                                                        |
|                      | Holocentriformes (pez ardilla; pez soldado)                                                                        |
|                      | Percomorpha (atunes, caballitos de mar, gobios, cíclidos, peces planos, lábridos, percas, rapes, peces globo, etc) |
|                      | |

| Berycimorphaceae | \| \| Beryciformes (alfonsinos; peces ballena) \| \| \| \| \| \| Trachichthyiformes (peces piña y cabezas de limo) \| \| \| \| |
|                  | \| \| Beryciformes (alfonsinos; peces ballena) \| \| \| \| \| \| Trachichthyiformes (peces piña y cabezas de limo) \| \| \| \| |
|                  | Beryciformes (alfonsinos; peces ballena)                                                                                       |
|                  | |
|                  | Trachichthyiformes (peces piña y cabezas de limo)                                                                              |
|                  | |

|  | Beryciformes (alfonsinos; peces ballena)          |
|  |                                                   |
|  | Trachichthyiformes (peces piña y cabezas de limo) |
|  |                                                   |

| Holocentrimorphaceae | Holocentriformes (pez ardilla; pez soldado)                                                                        |
|                      | Holocentriformes (pez ardilla; pez soldado)                                                                        |
|                      | Percomorpha (atunes, caballitos de mar, gobios, cíclidos, peces planos, lábridos, percas, rapes, peces globo, etc) |
|                      | |

|  | Zeiformes (dories)                                                                                        |
|  | |
|  | \| \| Stylephoriformes (ojos de tubo, aletas de hilo) \| \| \| \| \| \| Gadiformes (bacalaos) \| \| \| \| |
|  | |
|  | Stylephoriformes (ojos de tubo, aletas de hilo)                                                           |
|  | |
|  | Gadiformes (bacalaos)                                                                                     |
|  | |

|  | Stylephoriformes (ojos de tubo, aletas de hilo) |
|  |                                                 |
|  | Gadiformes (bacalaos)                           |
|  |                                                 |

|  | Zeiformes (dories)                                                                                        |
|  | |
|  | \| \| Stylephoriformes (ojos de tubo, aletas de hilo) \| \| \| \| \| \| Gadiformes (bacalaos) \| \| \| \| |
|  | |
|  | Stylephoriformes (ojos de tubo, aletas de hilo)                                                           |
|  | |
|  | Gadiformes (bacalaos)                                                                                     |
|  | |

|  | Stylephoriformes (ojos de tubo, aletas de hilo) |
|  |                                                 |
|  | Gadiformes (bacalaos)                           |
|  |                                                 |

|  | Zeiformes (dories)                                                                                        |
|  | |
|  | \| \| Stylephoriformes (ojos de tubo, aletas de hilo) \| \| \| \| \| \| Gadiformes (bacalaos) \| \| \| \| |
|  | |
|  | Stylephoriformes (ojos de tubo, aletas de hilo)                                                           |
|  | |
|  | Gadiformes (bacalaos)                                                                                     |
|  | |

|  | Stylephoriformes (ojos de tubo, aletas de hilo) |
|  |                                                 |
|  | Gadiformes (bacalaos)                           |
|  |                                                 |

|  | Zeiformes (dories)                                                                                        |
|  | |
|  | \| \| Stylephoriformes (ojos de tubo, aletas de hilo) \| \| \| \| \| \| Gadiformes (bacalaos) \| \| \| \| |
|  | |
|  | Stylephoriformes (ojos de tubo, aletas de hilo)                                                           |
|  | |
|  | Gadiformes (bacalaos)                                                                                     |
|  | |

|  | Stylephoriformes (ojos de tubo, aletas de hilo) |
|  |                                                 |
|  | Gadiformes (bacalaos)                           |
|  |                                                 |

| Berycimorphaceae | \| \| Beryciformes (alfonsinos; peces ballena) \| \| \| \| \| \| Trachichthyiformes (peces piña y cabezas de limo) \| \| \| \| |
|                  | \| \| Beryciformes (alfonsinos; peces ballena) \| \| \| \| \| \| Trachichthyiformes (peces piña y cabezas de limo) \| \| \| \| |
|                  | Beryciformes (alfonsinos; peces ballena)                                                                                       |
|                  | |
|                  | Trachichthyiformes (peces piña y cabezas de limo)                                                                              |
|                  | |

|  | Beryciformes (alfonsinos; peces ballena)          |
|  |                                                   |
|  | Trachichthyiformes (peces piña y cabezas de limo) |
|  |                                                   |

| Holocentrimorphaceae | Holocentriformes (pez ardilla; pez soldado)                                                                        |
|                      | Holocentriformes (pez ardilla; pez soldado)                                                                        |
|                      | Percomorpha (atunes, caballitos de mar, gobios, cíclidos, peces planos, lábridos, percas, rapes, peces globo, etc) |
|                      | |

| Berycimorphaceae | \| \| Beryciformes (alfonsinos; peces ballena) \| \| \| \| \| \| Trachichthyiformes (peces piña y cabezas de limo) \| \| \| \| |
|                  | \| \| Beryciformes (alfonsinos; peces ballena) \| \| \| \| \| \| Trachichthyiformes (peces piña y cabezas de limo) \| \| \| \| |
|                  | Beryciformes (alfonsinos; peces ballena)                                                                                       |
|                  | |
|                  | Trachichthyiformes (peces piña y cabezas de limo)                                                                              |
|                  | |

|  | Beryciformes (alfonsinos; peces ballena)          |
|  |                                                   |
|  | Trachichthyiformes (peces piña y cabezas de limo) |
|  |                                                   |

| Holocentrimorphaceae | Holocentriformes (pez ardilla; pez soldado)                                                                        |
|                      | Holocentriformes (pez ardilla; pez soldado)                                                                        |
|                      | Percomorpha (atunes, caballitos de mar, gobios, cíclidos, peces planos, lábridos, percas, rapes, peces globo, etc) |
|                      | |

| Berycimorphaceae | \| \| Beryciformes (alfonsinos; peces ballena) \| \| \| \| \| \| Trachichthyiformes (peces piña y cabezas de limo) \| \| \| \| |
|                  | \| \| Beryciformes (alfonsinos; peces ballena) \| \| \| \| \| \| Trachichthyiformes (peces piña y cabezas de limo) \| \| \| \| |
|                  | Beryciformes (alfonsinos; peces ballena)                                                                                       |
|                  | |
|                  | Trachichthyiformes (peces piña y cabezas de limo)                                                                              |
|                  | |

|  | Beryciformes (alfonsinos; peces ballena)          |
|  |                                                   |
|  | Trachichthyiformes (peces piña y cabezas de limo) |
|  |                                                   |

| Holocentrimorphaceae | Holocentriformes (pez ardilla; pez soldado)                                                                        |
|                      | Holocentriformes (pez ardilla; pez soldado)                                                                        |
|                      | Percomorpha (atunes, caballitos de mar, gobios, cíclidos, peces planos, lábridos, percas, rapes, peces globo, etc) |
|                      | |

| Berycimorphaceae | \| \| Beryciformes (alfonsinos; peces ballena) \| \| \| \| \| \| Trachichthyiformes (peces piña y cabezas de limo) \| \| \| \| |
|                  | \| \| Beryciformes (alfonsinos; peces ballena) \| \| \| \| \| \| Trachichthyiformes (peces piña y cabezas de limo) \| \| \| \| |
|                  | Beryciformes (alfonsinos; peces ballena)                                                                                       |
|                  | |
|                  | Trachichthyiformes (peces piña y cabezas de limo)                                                                              |
|                  | |

|  | Beryciformes (alfonsinos; peces ballena)          |
|  |                                                   |
|  | Trachichthyiformes (peces piña y cabezas de limo) |
|  |                                                   |

| Holocentrimorphaceae | Holocentriformes (pez ardilla; pez soldado)                                                                        |
|                      | Holocentriformes (pez ardilla; pez soldado)                                                                        |
|                      | Percomorpha (atunes, caballitos de mar, gobios, cíclidos, peces planos, lábridos, percas, rapes, peces globo, etc) |
|                      | |

|  | Zeiformes (dories)                                                                                        |
|  | |
|  | \| \| Stylephoriformes (ojos de tubo, aletas de hilo) \| \| \| \| \| \| Gadiformes (bacalaos) \| \| \| \| |
|  | |
|  | Stylephoriformes (ojos de tubo, aletas de hilo)                                                           |
|  | |
|  | Gadiformes (bacalaos)                                                                                     |
|  | |

|  | Stylephoriformes (ojos de tubo, aletas de hilo) |
|  |                                                 |
|  | Gadiformes (bacalaos)                           |
|  |                                                 |

|  | Zeiformes (dories)                                                                                        |
|  | |
|  | \| \| Stylephoriformes (ojos de tubo, aletas de hilo) \| \| \| \| \| \| Gadiformes (bacalaos) \| \| \| \| |
|  | |
|  | Stylephoriformes (ojos de tubo, aletas de hilo)                                                           |
|  | |
|  | Gadiformes (bacalaos)                                                                                     |
|  | |

|  | Stylephoriformes (ojos de tubo, aletas de hilo) |
|  |                                                 |
|  | Gadiformes (bacalaos)                           |
|  |                                                 |

|  | Zeiformes (dories)                                                                                        |
|  | |
|  | \| \| Stylephoriformes (ojos de tubo, aletas de hilo) \| \| \| \| \| \| Gadiformes (bacalaos) \| \| \| \| |
|  | |
|  | Stylephoriformes (ojos de tubo, aletas de hilo)                                                           |
|  | |
|  | Gadiformes (bacalaos)                                                                                     |
|  | |

|  | Stylephoriformes (ojos de tubo, aletas de hilo) |
|  |                                                 |
|  | Gadiformes (bacalaos)                           |
|  |                                                 |

|  | Zeiformes (dories)                                                                                        |
|  | |
|  | \| \| Stylephoriformes (ojos de tubo, aletas de hilo) \| \| \| \| \| \| Gadiformes (bacalaos) \| \| \| \| |
|  | |
|  | Stylephoriformes (ojos de tubo, aletas de hilo)                                                           |
|  | |
|  | Gadiformes (bacalaos)                                                                                     |
|  | |

|  | Stylephoriformes (ojos de tubo, aletas de hilo) |
|  |                                                 |
|  | Gadiformes (bacalaos)                           |
|  |                                                 |

| Berycimorphaceae | \| \| Beryciformes (alfonsinos; peces ballena) \| \| \| \| \| \| Trachichthyiformes (peces piña y cabezas de limo) \| \| \| \| |
|                  | \| \| Beryciformes (alfonsinos; peces ballena) \| \| \| \| \| \| Trachichthyiformes (peces piña y cabezas de limo) \| \| \| \| |
|                  | Beryciformes (alfonsinos; peces ballena)                                                                                       |
|                  | |
|                  | Trachichthyiformes (peces piña y cabezas de limo)                                                                              |
|                  | |

|  | Beryciformes (alfonsinos; peces ballena)          |
|  |                                                   |
|  | Trachichthyiformes (peces piña y cabezas de limo) |
|  |                                                   |

| Holocentrimorphaceae | Holocentriformes (pez ardilla; pez soldado)                                                                        |
|                      | Holocentriformes (pez ardilla; pez soldado)                                                                        |
|                      | Percomorpha (atunes, caballitos de mar, gobios, cíclidos, peces planos, lábridos, percas, rapes, peces globo, etc) |
|                      | |

| Berycimorphaceae | \| \| Beryciformes (alfonsinos; peces ballena) \| \| \| \| \| \| Trachichthyiformes (peces piña y cabezas de limo) \| \| \| \| |
|                  | \| \| Beryciformes (alfonsinos; peces ballena) \| \| \| \| \| \| Trachichthyiformes (peces piña y cabezas de limo) \| \| \| \| |
|                  | Beryciformes (alfonsinos; peces ballena)                                                                                       |
|                  | |
|                  | Trachichthyiformes (peces piña y cabezas de limo)                                                                              |
|                  | |

|  | Beryciformes (alfonsinos; peces ballena)          |
|  |                                                   |
|  | Trachichthyiformes (peces piña y cabezas de limo) |
|  |                                                   |

| Holocentrimorphaceae | Holocentriformes (pez ardilla; pez soldado)                                                                        |
|                      | Holocentriformes (pez ardilla; pez soldado)                                                                        |
|                      | Percomorpha (atunes, caballitos de mar, gobios, cíclidos, peces planos, lábridos, percas, rapes, peces globo, etc) |
|                      | |

| Berycimorphaceae | \| \| Beryciformes (alfonsinos; peces ballena) \| \| \| \| \| \| Trachichthyiformes (peces piña y cabezas de limo) \| \| \| \| |
|                  | \| \| Beryciformes (alfonsinos; peces ballena) \| \| \| \| \| \| Trachichthyiformes (peces piña y cabezas de limo) \| \| \| \| |
|                  | Beryciformes (alfonsinos; peces ballena)                                                                                       |
|                  | |
|                  | Trachichthyiformes (peces piña y cabezas de limo)                                                                              |
|                  | |

|  | Beryciformes (alfonsinos; peces ballena)          |
|  |                                                   |
|  | Trachichthyiformes (peces piña y cabezas de limo) |
|  |                                                   |

| Holocentrimorphaceae | Holocentriformes (pez ardilla; pez soldado)                                                                        |
|                      | Holocentriformes (pez ardilla; pez soldado)                                                                        |
|                      | Percomorpha (atunes, caballitos de mar, gobios, cíclidos, peces planos, lábridos, percas, rapes, peces globo, etc) |
|                      | |

| Berycimorphaceae | \| \| Beryciformes (alfonsinos; peces ballena) \| \| \| \| \| \| Trachichthyiformes (peces piña y cabezas de limo) \| \| \| \| |
|                  | \| \| Beryciformes (alfonsinos; peces ballena) \| \| \| \| \| \| Trachichthyiformes (peces piña y cabezas de limo) \| \| \| \| |
|                  | Beryciformes (alfonsinos; peces ballena)                                                                                       |
|                  | |
|                  | Trachichthyiformes (peces piña y cabezas de limo)                                                                              |
|                  | |

|  | Beryciformes (alfonsinos; peces ballena)          |
|  |                                                   |
|  | Trachichthyiformes (peces piña y cabezas de limo) |
|  |                                                   |

| Holocentrimorphaceae | Holocentriformes (pez ardilla; pez soldado)                                                                        |
|                      | Holocentriformes (pez ardilla; pez soldado)                                                                        |
|                      | Percomorpha (atunes, caballitos de mar, gobios, cíclidos, peces planos, lábridos, percas, rapes, peces globo, etc) |
|                      | |

|  | Zeiformes (dories)                                                                                        |
|  | |
|  | \| \| Stylephoriformes (ojos de tubo, aletas de hilo) \| \| \| \| \| \| Gadiformes (bacalaos) \| \| \| \| |
|  | |
|  | Stylephoriformes (ojos de tubo, aletas de hilo)                                                           |
|  | |
|  | Gadiformes (bacalaos)                                                                                     |
|  | |

|  | Stylephoriformes (ojos de tubo, aletas de hilo) |
|  |                                                 |
|  | Gadiformes (bacalaos)                           |
|  |                                                 |

|  | Zeiformes (dories)                                                                                        |
|  | |
|  | \| \| Stylephoriformes (ojos de tubo, aletas de hilo) \| \| \| \| \| \| Gadiformes (bacalaos) \| \| \| \| |
|  | |
|  | Stylephoriformes (ojos de tubo, aletas de hilo)                                                           |
|  | |
|  | Gadiformes (bacalaos)                                                                                     |
|  | |

|  | Stylephoriformes (ojos de tubo, aletas de hilo) |
|  |                                                 |
|  | Gadiformes (bacalaos)                           |
|  |                                                 |

|  | Zeiformes (dories)                                                                                        |
|  | |
|  | \| \| Stylephoriformes (ojos de tubo, aletas de hilo) \| \| \| \| \| \| Gadiformes (bacalaos) \| \| \| \| |
|  | |
|  | Stylephoriformes (ojos de tubo, aletas de hilo)                                                           |
|  | |
|  | Gadiformes (bacalaos)                                                                                     |
|  | |

|  | Stylephoriformes (ojos de tubo, aletas de hilo) |
|  |                                                 |
|  | Gadiformes (bacalaos)                           |
|  |                                                 |

|  | Zeiformes (dories)                                                                                        |
|  | |
|  | \| \| Stylephoriformes (ojos de tubo, aletas de hilo) \| \| \| \| \| \| Gadiformes (bacalaos) \| \| \| \| |
|  | |
|  | Stylephoriformes (ojos de tubo, aletas de hilo)                                                           |
|  | |
|  | Gadiformes (bacalaos)                                                                                     |
|  | |

|  | Stylephoriformes (ojos de tubo, aletas de hilo) |
|  |                                                 |
|  | Gadiformes (bacalaos)                           |
|  |                                                 |

| Berycimorphaceae | \| \| Beryciformes (alfonsinos; peces ballena) \| \| \| \| \| \| Trachichthyiformes (peces piña y cabezas de limo) \| \| \| \| |
|                  | \| \| Beryciformes (alfonsinos; peces ballena) \| \| \| \| \| \| Trachichthyiformes (peces piña y cabezas de limo) \| \| \| \| |
|                  | Beryciformes (alfonsinos; peces ballena)                                                                                       |
|                  | |
|                  | Trachichthyiformes (peces piña y cabezas de limo)                                                                              |
|                  | |

|  | Beryciformes (alfonsinos; peces ballena)          |
|  |                                                   |
|  | Trachichthyiformes (peces piña y cabezas de limo) |
|  |                                                   |

| Holocentrimorphaceae | Holocentriformes (pez ardilla; pez soldado)                                                                        |
|                      | Holocentriformes (pez ardilla; pez soldado)                                                                        |
|                      | Percomorpha (atunes, caballitos de mar, gobios, cíclidos, peces planos, lábridos, percas, rapes, peces globo, etc) |
|                      | |

| Berycimorphaceae | \| \| Beryciformes (alfonsinos; peces ballena) \| \| \| \| \| \| Trachichthyiformes (peces piña y cabezas de limo) \| \| \| \| |
|                  | \| \| Beryciformes (alfonsinos; peces ballena) \| \| \| \| \| \| Trachichthyiformes (peces piña y cabezas de limo) \| \| \| \| |
|                  | Beryciformes (alfonsinos; peces ballena)                                                                                       |
|                  | |
|                  | Trachichthyiformes (peces piña y cabezas de limo)                                                                              |
|                  | |

|  | Beryciformes (alfonsinos; peces ballena)          |
|  |                                                   |
|  | Trachichthyiformes (peces piña y cabezas de limo) |
|  |                                                   |

| Holocentrimorphaceae | Holocentriformes (pez ardilla; pez soldado)                                                                        |
|                      | Holocentriformes (pez ardilla; pez soldado)                                                                        |
|                      | Percomorpha (atunes, caballitos de mar, gobios, cíclidos, peces planos, lábridos, percas, rapes, peces globo, etc) |
|                      | |

| Berycimorphaceae | \| \| Beryciformes (alfonsinos; peces ballena) \| \| \| \| \| \| Trachichthyiformes (peces piña y cabezas de limo) \| \| \| \| |
|                  | \| \| Beryciformes (alfonsinos; peces ballena) \| \| \| \| \| \| Trachichthyiformes (peces piña y cabezas de limo) \| \| \| \| |
|                  | Beryciformes (alfonsinos; peces ballena)                                                                                       |
|                  | |
|                  | Trachichthyiformes (peces piña y cabezas de limo)                                                                              |
|                  | |

|  | Beryciformes (alfonsinos; peces ballena)          |
|  |                                                   |
|  | Trachichthyiformes (peces piña y cabezas de limo) |
|  |                                                   |

| Holocentrimorphaceae | Holocentriformes (pez ardilla; pez soldado)                                                                        |
|                      | Holocentriformes (pez ardilla; pez soldado)                                                                        |
|                      | Percomorpha (atunes, caballitos de mar, gobios, cíclidos, peces planos, lábridos, percas, rapes, peces globo, etc) |
|                      | |

| Berycimorphaceae | \| \| Beryciformes (alfonsinos; peces ballena) \| \| \| \| \| \| Trachichthyiformes (peces piña y cabezas de limo) \| \| \| \| |
|                  | \| \| Beryciformes (alfonsinos; peces ballena) \| \| \| \| \| \| Trachichthyiformes (peces piña y cabezas de limo) \| \| \| \| |
|                  | Beryciformes (alfonsinos; peces ballena)                                                                                       |
|                  | |
|                  | Trachichthyiformes (peces piña y cabezas de limo)                                                                              |
|                  | |

|  | Beryciformes (alfonsinos; peces ballena)          |
|  |                                                   |
|  | Trachichthyiformes (peces piña y cabezas de limo) |
|  |                                                   |

| Holocentrimorphaceae | Holocentriformes (pez ardilla; pez soldado)                                                                        |
|                      | Holocentriformes (pez ardilla; pez soldado)                                                                        |
|                      | Percomorpha (atunes, caballitos de mar, gobios, cíclidos, peces planos, lábridos, percas, rapes, peces globo, etc) |
|                      | |

|  | Zeiformes (dories)                                                                                        |
|  | |
|  | \| \| Stylephoriformes (ojos de tubo, aletas de hilo) \| \| \| \| \| \| Gadiformes (bacalaos) \| \| \| \| |
|  | |
|  | Stylephoriformes (ojos de tubo, aletas de hilo)                                                           |
|  | |
|  | Gadiformes (bacalaos)                                                                                     |
|  | |

|  | Stylephoriformes (ojos de tubo, aletas de hilo) |
|  |                                                 |
|  | Gadiformes (bacalaos)                           |
|  |                                                 |

|  | Zeiformes (dories)                                                                                        |
|  | |
|  | \| \| Stylephoriformes (ojos de tubo, aletas de hilo) \| \| \| \| \| \| Gadiformes (bacalaos) \| \| \| \| |
|  | |
|  | Stylephoriformes (ojos de tubo, aletas de hilo)                                                           |
|  | |
|  | Gadiformes (bacalaos)                                                                                     |
|  | |

|  | Stylephoriformes (ojos de tubo, aletas de hilo) |
|  |                                                 |
|  | Gadiformes (bacalaos)                           |
|  |                                                 |

|  | Zeiformes (dories)                                                                                        |
|  | |
|  | \| \| Stylephoriformes (ojos de tubo, aletas de hilo) \| \| \| \| \| \| Gadiformes (bacalaos) \| \| \| \| |
|  | |
|  | Stylephoriformes (ojos de tubo, aletas de hilo)                                                           |
|  | |
|  | Gadiformes (bacalaos)                                                                                     |
|  | |

|  | Stylephoriformes (ojos de tubo, aletas de hilo) |
|  |                                                 |
|  | Gadiformes (bacalaos)                           |
|  |                                                 |

|  | Zeiformes (dories)                                                                                        |
|  | |
|  | \| \| Stylephoriformes (ojos de tubo, aletas de hilo) \| \| \| \| \| \| Gadiformes (bacalaos) \| \| \| \| |
|  | |
|  | Stylephoriformes (ojos de tubo, aletas de hilo)                                                           |
|  | |
|  | Gadiformes (bacalaos)                                                                                     |
|  | |

|  | Stylephoriformes (ojos de tubo, aletas de hilo) |
|  |                                                 |
|  | Gadiformes (bacalaos)                           |
|  |                                                 |

| Berycimorphaceae | \| \| Beryciformes (alfonsinos; peces ballena) \| \| \| \| \| \| Trachichthyiformes (peces piña y cabezas de limo) \| \| \| \| |
|                  | \| \| Beryciformes (alfonsinos; peces ballena) \| \| \| \| \| \| Trachichthyiformes (peces piña y cabezas de limo) \| \| \| \| |
|                  | Beryciformes (alfonsinos; peces ballena)                                                                                       |
|                  | |
|                  | Trachichthyiformes (peces piña y cabezas de limo)                                                                              |
|                  | |

|  | Beryciformes (alfonsinos; peces ballena)          |
|  |                                                   |
|  | Trachichthyiformes (peces piña y cabezas de limo) |
|  |                                                   |

| Holocentrimorphaceae | Holocentriformes (pez ardilla; pez soldado)                                                                        |
|                      | Holocentriformes (pez ardilla; pez soldado)                                                                        |
|                      | Percomorpha (atunes, caballitos de mar, gobios, cíclidos, peces planos, lábridos, percas, rapes, peces globo, etc) |
|                      | |

| Berycimorphaceae | \| \| Beryciformes (alfonsinos; peces ballena) \| \| \| \| \| \| Trachichthyiformes (peces piña y cabezas de limo) \| \| \| \| |
|                  | \| \| Beryciformes (alfonsinos; peces ballena) \| \| \| \| \| \| Trachichthyiformes (peces piña y cabezas de limo) \| \| \| \| |
|                  | Beryciformes (alfonsinos; peces ballena)                                                                                       |
|                  | |
|                  | Trachichthyiformes (peces piña y cabezas de limo)                                                                              |
|                  | |

|  | Beryciformes (alfonsinos; peces ballena)          |
|  |                                                   |
|  | Trachichthyiformes (peces piña y cabezas de limo) |
|  |                                                   |

| Holocentrimorphaceae | Holocentriformes (pez ardilla; pez soldado)                                                                        |
|                      | Holocentriformes (pez ardilla; pez soldado)                                                                        |
|                      | Percomorpha (atunes, caballitos de mar, gobios, cíclidos, peces planos, lábridos, percas, rapes, peces globo, etc) |
|                      | |

| Berycimorphaceae | \| \| Beryciformes (alfonsinos; peces ballena) \| \| \| \| \| \| Trachichthyiformes (peces piña y cabezas de limo) \| \| \| \| |
|                  | \| \| Beryciformes (alfonsinos; peces ballena) \| \| \| \| \| \| Trachichthyiformes (peces piña y cabezas de limo) \| \| \| \| |
|                  | Beryciformes (alfonsinos; peces ballena)                                                                                       |
|                  | |
|                  | Trachichthyiformes (peces piña y cabezas de limo)                                                                              |
|                  | |

|  | Beryciformes (alfonsinos; peces ballena)          |
|  |                                                   |
|  | Trachichthyiformes (peces piña y cabezas de limo) |
|  |                                                   |

| Holocentrimorphaceae | Holocentriformes (pez ardilla; pez soldado)                                                                        |
|                      | Holocentriformes (pez ardilla; pez soldado)                                                                        |
|                      | Percomorpha (atunes, caballitos de mar, gobios, cíclidos, peces planos, lábridos, percas, rapes, peces globo, etc) |
|                      | |

| Berycimorphaceae | \| \| Beryciformes (alfonsinos; peces ballena) \| \| \| \| \| \| Trachichthyiformes (peces piña y cabezas de limo) \| \| \| \| |
|                  | \| \| Beryciformes (alfonsinos; peces ballena) \| \| \| \| \| \| Trachichthyiformes (peces piña y cabezas de limo) \| \| \| \| |
|                  | Beryciformes (alfonsinos; peces ballena)                                                                                       |
|                  | |
|                  | Trachichthyiformes (peces piña y cabezas de limo)                                                                              |
|                  | |

|  | Beryciformes (alfonsinos; peces ballena)          |
|  |                                                   |
|  | Trachichthyiformes (peces piña y cabezas de limo) |
|  |                                                   |

| Holocentrimorphaceae | Holocentriformes (pez ardilla; pez soldado)                                                                        |
|                      | Holocentriformes (pez ardilla; pez soldado)                                                                        |
|                      | Percomorpha (atunes, caballitos de mar, gobios, cíclidos, peces planos, lábridos, percas, rapes, peces globo, etc) |
|                      | |

|  | Zeiformes (dories)                                                                                        |
|  | |
|  | \| \| Stylephoriformes (ojos de tubo, aletas de hilo) \| \| \| \| \| \| Gadiformes (bacalaos) \| \| \| \| |
|  | |
|  | Stylephoriformes (ojos de tubo, aletas de hilo)                                                           |
|  | |
|  | Gadiformes (bacalaos)                                                                                     |
|  | |

|  | Stylephoriformes (ojos de tubo, aletas de hilo) |
|  |                                                 |
|  | Gadiformes (bacalaos)                           |
|  |                                                 |

|  | Zeiformes (dories)                                                                                        |
|  | |
|  | \| \| Stylephoriformes (ojos de tubo, aletas de hilo) \| \| \| \| \| \| Gadiformes (bacalaos) \| \| \| \| |
|  | |
|  | Stylephoriformes (ojos de tubo, aletas de hilo)                                                           |
|  | |
|  | Gadiformes (bacalaos)                                                                                     |
|  | |

|  | Stylephoriformes (ojos de tubo, aletas de hilo) |
|  |                                                 |
|  | Gadiformes (bacalaos)                           |
|  |                                                 |

|  | Zeiformes (dories)                                                                                        |
|  | |
|  | \| \| Stylephoriformes (ojos de tubo, aletas de hilo) \| \| \| \| \| \| Gadiformes (bacalaos) \| \| \| \| |
|  | |
|  | Stylephoriformes (ojos de tubo, aletas de hilo)                                                           |
|  | |
|  | Gadiformes (bacalaos)                                                                                     |
|  | |

|  | Stylephoriformes (ojos de tubo, aletas de hilo) |
|  |                                                 |
|  | Gadiformes (bacalaos)                           |
|  |                                                 |

|  | Zeiformes (dories)                                                                                        |
|  | |
|  | \| \| Stylephoriformes (ojos de tubo, aletas de hilo) \| \| \| \| \| \| Gadiformes (bacalaos) \| \| \| \| |
|  | |
|  | Stylephoriformes (ojos de tubo, aletas de hilo)                                                           |
|  | |
|  | Gadiformes (bacalaos)                                                                                     |
|  | |

|  | Stylephoriformes (ojos de tubo, aletas de hilo) |
|  |                                                 |
|  | Gadiformes (bacalaos)                           |
|  |                                                 |

| Berycimorphaceae | \| \| Beryciformes (alfonsinos; peces ballena) \| \| \| \| \| \| Trachichthyiformes (peces piña y cabezas de limo) \| \| \| \| |
|                  | \| \| Beryciformes (alfonsinos; peces ballena) \| \| \| \| \| \| Trachichthyiformes (peces piña y cabezas de limo) \| \| \| \| |
|                  | Beryciformes (alfonsinos; peces ballena)                                                                                       |
|                  | |
|                  | Trachichthyiformes (peces piña y cabezas de limo)                                                                              |
|                  | |

|  | Beryciformes (alfonsinos; peces ballena)          |
|  |                                                   |
|  | Trachichthyiformes (peces piña y cabezas de limo) |
|  |                                                   |

| Holocentrimorphaceae | Holocentriformes (pez ardilla; pez soldado)                                                                        |
|                      | Holocentriformes (pez ardilla; pez soldado)                                                                        |
|                      | Percomorpha (atunes, caballitos de mar, gobios, cíclidos, peces planos, lábridos, percas, rapes, peces globo, etc) |
|                      | |

| Berycimorphaceae | \| \| Beryciformes (alfonsinos; peces ballena) \| \| \| \| \| \| Trachichthyiformes (peces piña y cabezas de limo) \| \| \| \| |
|                  | \| \| Beryciformes (alfonsinos; peces ballena) \| \| \| \| \| \| Trachichthyiformes (peces piña y cabezas de limo) \| \| \| \| |
|                  | Beryciformes (alfonsinos; peces ballena)                                                                                       |
|                  | |
|                  | Trachichthyiformes (peces piña y cabezas de limo)                                                                              |
|                  | |

|  | Beryciformes (alfonsinos; peces ballena)          |
|  |                                                   |
|  | Trachichthyiformes (peces piña y cabezas de limo) |
|  |                                                   |

| Holocentrimorphaceae | Holocentriformes (pez ardilla; pez soldado)                                                                        |
|                      | Holocentriformes (pez ardilla; pez soldado)                                                                        |
|                      | Percomorpha (atunes, caballitos de mar, gobios, cíclidos, peces planos, lábridos, percas, rapes, peces globo, etc) |
|                      | |

| Berycimorphaceae | \| \| Beryciformes (alfonsinos; peces ballena) \| \| \| \| \| \| Trachichthyiformes (peces piña y cabezas de limo) \| \| \| \| |
|                  | \| \| Beryciformes (alfonsinos; peces ballena) \| \| \| \| \| \| Trachichthyiformes (peces piña y cabezas de limo) \| \| \| \| |
|                  | Beryciformes (alfonsinos; peces ballena)                                                                                       |
|                  | |
|                  | Trachichthyiformes (peces piña y cabezas de limo)                                                                              |
|                  | |

|  | Beryciformes (alfonsinos; peces ballena)          |
|  |                                                   |
|  | Trachichthyiformes (peces piña y cabezas de limo) |
|  |                                                   |

| Holocentrimorphaceae | Holocentriformes (pez ardilla; pez soldado)                                                                        |
|                      | Holocentriformes (pez ardilla; pez soldado)                                                                        |
|                      | Percomorpha (atunes, caballitos de mar, gobios, cíclidos, peces planos, lábridos, percas, rapes, peces globo, etc) |
|                      | |

| Berycimorphaceae | \| \| Beryciformes (alfonsinos; peces ballena) \| \| \| \| \| \| Trachichthyiformes (peces piña y cabezas de limo) \| \| \| \| |
|                  | \| \| Beryciformes (alfonsinos; peces ballena) \| \| \| \| \| \| Trachichthyiformes (peces piña y cabezas de limo) \| \| \| \| |
|                  | Beryciformes (alfonsinos; peces ballena)                                                                                       |
|                  | |
|                  | Trachichthyiformes (peces piña y cabezas de limo)                                                                              |
|                  | |

|  | Beryciformes (alfonsinos; peces ballena)          |
|  |                                                   |
|  | Trachichthyiformes (peces piña y cabezas de limo) |
|  |                                                   |

| Holocentrimorphaceae | Holocentriformes (pez ardilla; pez soldado)                                                                        |
|                      | Holocentriformes (pez ardilla; pez soldado)                                                                        |
|                      | Percomorpha (atunes, caballitos de mar, gobios, cíclidos, peces planos, lábridos, percas, rapes, peces globo, etc) |
|                      | |

|  | Zeiformes (dories)                                                                                        |
|  | |
|  | \| \| Stylephoriformes (ojos de tubo, aletas de hilo) \| \| \| \| \| \| Gadiformes (bacalaos) \| \| \| \| |
|  | |
|  | Stylephoriformes (ojos de tubo, aletas de hilo)                                                           |
|  | |
|  | Gadiformes (bacalaos)                                                                                     |
|  | |

|  | Stylephoriformes (ojos de tubo, aletas de hilo) |
|  |                                                 |
|  | Gadiformes (bacalaos)                           |
|  |                                                 |

|  | Zeiformes (dories)                                                                                        |
|  | |
|  | \| \| Stylephoriformes (ojos de tubo, aletas de hilo) \| \| \| \| \| \| Gadiformes (bacalaos) \| \| \| \| |
|  | |
|  | Stylephoriformes (ojos de tubo, aletas de hilo)                                                           |
|  | |
|  | Gadiformes (bacalaos)                                                                                     |
|  | |

|  | Stylephoriformes (ojos de tubo, aletas de hilo) |
|  |                                                 |
|  | Gadiformes (bacalaos)                           |
|  |                                                 |

|  | Zeiformes (dories)                                                                                        |
|  | |
|  | \| \| Stylephoriformes (ojos de tubo, aletas de hilo) \| \| \| \| \| \| Gadiformes (bacalaos) \| \| \| \| |
|  | |
|  | Stylephoriformes (ojos de tubo, aletas de hilo)                                                           |
|  | |
|  | Gadiformes (bacalaos)                                                                                     |
|  | |

|  | Stylephoriformes (ojos de tubo, aletas de hilo) |
|  |                                                 |
|  | Gadiformes (bacalaos)                           |
|  |                                                 |

|  | Zeiformes (dories)                                                                                        |
|  | |
|  | \| \| Stylephoriformes (ojos de tubo, aletas de hilo) \| \| \| \| \| \| Gadiformes (bacalaos) \| \| \| \| |
|  | |
|  | Stylephoriformes (ojos de tubo, aletas de hilo)                                                           |
|  | |
|  | Gadiformes (bacalaos)                                                                                     |
|  | |

|  | Stylephoriformes (ojos de tubo, aletas de hilo) |
|  |                                                 |
|  | Gadiformes (bacalaos)                           |
|  |                                                 |

| Berycimorphaceae | \| \| Beryciformes (alfonsinos; peces ballena) \| \| \| \| \| \| Trachichthyiformes (peces piña y cabezas de limo) \| \| \| \| |
|                  | \| \| Beryciformes (alfonsinos; peces ballena) \| \| \| \| \| \| Trachichthyiformes (peces piña y cabezas de limo) \| \| \| \| |
|                  | Beryciformes (alfonsinos; peces ballena)                                                                                       |
|                  | |
|                  | Trachichthyiformes (peces piña y cabezas de limo)                                                                              |
|                  | |

|  | Beryciformes (alfonsinos; peces ballena)          |
|  |                                                   |
|  | Trachichthyiformes (peces piña y cabezas de limo) |
|  |                                                   |

| Holocentrimorphaceae | Holocentriformes (pez ardilla; pez soldado)                                                                        |
|                      | Holocentriformes (pez ardilla; pez soldado)                                                                        |
|                      | Percomorpha (atunes, caballitos de mar, gobios, cíclidos, peces planos, lábridos, percas, rapes, peces globo, etc) |
|                      | |

| Berycimorphaceae | \| \| Beryciformes (alfonsinos; peces ballena) \| \| \| \| \| \| Trachichthyiformes (peces piña y cabezas de limo) \| \| \| \| |
|                  | \| \| Beryciformes (alfonsinos; peces ballena) \| \| \| \| \| \| Trachichthyiformes (peces piña y cabezas de limo) \| \| \| \| |
|                  | Beryciformes (alfonsinos; peces ballena)                                                                                       |
|                  | |
|                  | Trachichthyiformes (peces piña y cabezas de limo)                                                                              |
|                  | |

|  | Beryciformes (alfonsinos; peces ballena)          |
|  |                                                   |
|  | Trachichthyiformes (peces piña y cabezas de limo) |
|  |                                                   |

| Holocentrimorphaceae | Holocentriformes (pez ardilla; pez soldado)                                                                        |
|                      | Holocentriformes (pez ardilla; pez soldado)                                                                        |
|                      | Percomorpha (atunes, caballitos de mar, gobios, cíclidos, peces planos, lábridos, percas, rapes, peces globo, etc) |
|                      | |

| Berycimorphaceae | \| \| Beryciformes (alfonsinos; peces ballena) \| \| \| \| \| \| Trachichthyiformes (peces piña y cabezas de limo) \| \| \| \| |
|                  | \| \| Beryciformes (alfonsinos; peces ballena) \| \| \| \| \| \| Trachichthyiformes (peces piña y cabezas de limo) \| \| \| \| |
|                  | Beryciformes (alfonsinos; peces ballena)                                                                                       |
|                  | |
|                  | Trachichthyiformes (peces piña y cabezas de limo)                                                                              |
|                  | |

|  | Beryciformes (alfonsinos; peces ballena)          |
|  |                                                   |
|  | Trachichthyiformes (peces piña y cabezas de limo) |
|  |                                                   |

| Holocentrimorphaceae | Holocentriformes (pez ardilla; pez soldado)                                                                        |
|                      | Holocentriformes (pez ardilla; pez soldado)                                                                        |
|                      | Percomorpha (atunes, caballitos de mar, gobios, cíclidos, peces planos, lábridos, percas, rapes, peces globo, etc) |
|                      | |

| Berycimorphaceae | \| \| Beryciformes (alfonsinos; peces ballena) \| \| \| \| \| \| Trachichthyiformes (peces piña y cabezas de limo) \| \| \| \| |
|                  | \| \| Beryciformes (alfonsinos; peces ballena) \| \| \| \| \| \| Trachichthyiformes (peces piña y cabezas de limo) \| \| \| \| |
|                  | Beryciformes (alfonsinos; peces ballena)                                                                                       |
|                  | |
|                  | Trachichthyiformes (peces piña y cabezas de limo)                                                                              |
|                  | |

|  | Beryciformes (alfonsinos; peces ballena)          |
|  |                                                   |
|  | Trachichthyiformes (peces piña y cabezas de limo) |
|  |                                                   |

| Holocentrimorphaceae | Holocentriformes (pez ardilla; pez soldado)                                                                        |
|                      | Holocentriformes (pez ardilla; pez soldado)                                                                        |
|                      | Percomorpha (atunes, caballitos de mar, gobios, cíclidos, peces planos, lábridos, percas, rapes, peces globo, etc) |
|                      | |

|  | Zeiformes (dories)                                                                                        |
|  | |
|  | \| \| Stylephoriformes (ojos de tubo, aletas de hilo) \| \| \| \| \| \| Gadiformes (bacalaos) \| \| \| \| |
|  | |
|  | Stylephoriformes (ojos de tubo, aletas de hilo)                                                           |
|  | |
|  | Gadiformes (bacalaos)                                                                                     |
|  | |

|  | Stylephoriformes (ojos de tubo, aletas de hilo) |
|  |                                                 |
|  | Gadiformes (bacalaos)                           |
|  |                                                 |

|  | Zeiformes (dories)                                                                                        |
|  | |
|  | \| \| Stylephoriformes (ojos de tubo, aletas de hilo) \| \| \| \| \| \| Gadiformes (bacalaos) \| \| \| \| |
|  | |
|  | Stylephoriformes (ojos de tubo, aletas de hilo)                                                           |
|  | |
|  | Gadiformes (bacalaos)                                                                                     |
|  | |

|  | Stylephoriformes (ojos de tubo, aletas de hilo) |
|  |                                                 |
|  | Gadiformes (bacalaos)                           |
|  |                                                 |

|  | Zeiformes (dories)                                                                                        |
|  | |
|  | \| \| Stylephoriformes (ojos de tubo, aletas de hilo) \| \| \| \| \| \| Gadiformes (bacalaos) \| \| \| \| |
|  | |
|  | Stylephoriformes (ojos de tubo, aletas de hilo)                                                           |
|  | |
|  | Gadiformes (bacalaos)                                                                                     |
|  | |

|  | Stylephoriformes (ojos de tubo, aletas de hilo) |
|  |                                                 |
|  | Gadiformes (bacalaos)                           |
|  |                                                 |

|  | Zeiformes (dories)                                                                                        |
|  | |
|  | \| \| Stylephoriformes (ojos de tubo, aletas de hilo) \| \| \| \| \| \| Gadiformes (bacalaos) \| \| \| \| |
|  | |
|  | Stylephoriformes (ojos de tubo, aletas de hilo)                                                           |
|  | |
|  | Gadiformes (bacalaos)                                                                                     |
|  | |

|  | Stylephoriformes (ojos de tubo, aletas de hilo) |
|  |                                                 |
|  | Gadiformes (bacalaos)                           |
|  |                                                 |

| Berycimorphaceae | \| \| Beryciformes (alfonsinos; peces ballena) \| \| \| \| \| \| Trachichthyiformes (peces piña y cabezas de limo) \| \| \| \| |
|                  | \| \| Beryciformes (alfonsinos; peces ballena) \| \| \| \| \| \| Trachichthyiformes (peces piña y cabezas de limo) \| \| \| \| |
|                  | Beryciformes (alfonsinos; peces ballena)                                                                                       |
|                  | |
|                  | Trachichthyiformes (peces piña y cabezas de limo)                                                                              |
|                  | |

|  | Beryciformes (alfonsinos; peces ballena)          |
|  |                                                   |
|  | Trachichthyiformes (peces piña y cabezas de limo) |
|  |                                                   |

| Holocentrimorphaceae | Holocentriformes (pez ardilla; pez soldado)                                                                        |
|                      | Holocentriformes (pez ardilla; pez soldado)                                                                        |
|                      | Percomorpha (atunes, caballitos de mar, gobios, cíclidos, peces planos, lábridos, percas, rapes, peces globo, etc) |
|                      | |

| Berycimorphaceae | \| \| Beryciformes (alfonsinos; peces ballena) \| \| \| \| \| \| Trachichthyiformes (peces piña y cabezas de limo) \| \| \| \| |
|                  | \| \| Beryciformes (alfonsinos; peces ballena) \| \| \| \| \| \| Trachichthyiformes (peces piña y cabezas de limo) \| \| \| \| |
|                  | Beryciformes (alfonsinos; peces ballena)                                                                                       |
|                  | |
|                  | Trachichthyiformes (peces piña y cabezas de limo)                                                                              |
|                  | |

|  | Beryciformes (alfonsinos; peces ballena)          |
|  |                                                   |
|  | Trachichthyiformes (peces piña y cabezas de limo) |
|  |                                                   |

| Holocentrimorphaceae | Holocentriformes (pez ardilla; pez soldado)                                                                        |
|                      | Holocentriformes (pez ardilla; pez soldado)                                                                        |
|                      | Percomorpha (atunes, caballitos de mar, gobios, cíclidos, peces planos, lábridos, percas, rapes, peces globo, etc) |
|                      | |

| Berycimorphaceae | \| \| Beryciformes (alfonsinos; peces ballena) \| \| \| \| \| \| Trachichthyiformes (peces piña y cabezas de limo) \| \| \| \| |
|                  | \| \| Beryciformes (alfonsinos; peces ballena) \| \| \| \| \| \| Trachichthyiformes (peces piña y cabezas de limo) \| \| \| \| |
|                  | Beryciformes (alfonsinos; peces ballena)                                                                                       |
|                  | |
|                  | Trachichthyiformes (peces piña y cabezas de limo)                                                                              |
|                  | |

|  | Beryciformes (alfonsinos; peces ballena)          |
|  |                                                   |
|  | Trachichthyiformes (peces piña y cabezas de limo) |
|  |                                                   |

| Holocentrimorphaceae | Holocentriformes (pez ardilla; pez soldado)                                                                        |
|                      | Holocentriformes (pez ardilla; pez soldado)                                                                        |
|                      | Percomorpha (atunes, caballitos de mar, gobios, cíclidos, peces planos, lábridos, percas, rapes, peces globo, etc) |
|                      | |

| Berycimorphaceae | \| \| Beryciformes (alfonsinos; peces ballena) \| \| \| \| \| \| Trachichthyiformes (peces piña y cabezas de limo) \| \| \| \| |
|                  | \| \| Beryciformes (alfonsinos; peces ballena) \| \| \| \| \| \| Trachichthyiformes (peces piña y cabezas de limo) \| \| \| \| |
|                  | Beryciformes (alfonsinos; peces ballena)                                                                                       |
|                  | |
|                  | Trachichthyiformes (peces piña y cabezas de limo)                                                                              |
|                  | |

|  | Beryciformes (alfonsinos; peces ballena)          |
|  |                                                   |
|  | Trachichthyiformes (peces piña y cabezas de limo) |
|  |                                                   |

| Holocentrimorphaceae | Holocentriformes (pez ardilla; pez soldado)                                                                        |
|                      | Holocentriformes (pez ardilla; pez soldado)                                                                        |
|                      | Percomorpha (atunes, caballitos de mar, gobios, cíclidos, peces planos, lábridos, percas, rapes, peces globo, etc) |
|                      | |

|  | Zeiformes (dories)                                                                                        |
|  | |
|  | \| \| Stylephoriformes (ojos de tubo, aletas de hilo) \| \| \| \| \| \| Gadiformes (bacalaos) \| \| \| \| |
|  | |
|  | Stylephoriformes (ojos de tubo, aletas de hilo)                                                           |
|  | |
|  | Gadiformes (bacalaos)                                                                                     |
|  | |

|  | Stylephoriformes (ojos de tubo, aletas de hilo) |
|  |                                                 |
|  | Gadiformes (bacalaos)                           |
|  |                                                 |

|  | Zeiformes (dories)                                                                                        |
|  | |
|  | \| \| Stylephoriformes (ojos de tubo, aletas de hilo) \| \| \| \| \| \| Gadiformes (bacalaos) \| \| \| \| |
|  | |
|  | Stylephoriformes (ojos de tubo, aletas de hilo)                                                           |
|  | |
|  | Gadiformes (bacalaos)                                                                                     |
|  | |

|  | Stylephoriformes (ojos de tubo, aletas de hilo) |
|  |                                                 |
|  | Gadiformes (bacalaos)                           |
|  |                                                 |

|  | Zeiformes (dories)                                                                                        |
|  | |
|  | \| \| Stylephoriformes (ojos de tubo, aletas de hilo) \| \| \| \| \| \| Gadiformes (bacalaos) \| \| \| \| |
|  | |
|  | Stylephoriformes (ojos de tubo, aletas de hilo)                                                           |
|  | |
|  | Gadiformes (bacalaos)                                                                                     |
|  | |

|  | Stylephoriformes (ojos de tubo, aletas de hilo) |
|  |                                                 |
|  | Gadiformes (bacalaos)                           |
|  |                                                 |

|  | Zeiformes (dories)                                                                                        |
|  | |
|  | \| \| Stylephoriformes (ojos de tubo, aletas de hilo) \| \| \| \| \| \| Gadiformes (bacalaos) \| \| \| \| |
|  | |
|  | Stylephoriformes (ojos de tubo, aletas de hilo)                                                           |
|  | |
|  | Gadiformes (bacalaos)                                                                                     |
|  | |

|  | Stylephoriformes (ojos de tubo, aletas de hilo) |
|  |                                                 |
|  | Gadiformes (bacalaos)                           |
|  |                                                 |

| Berycimorphaceae | \| \| Beryciformes (alfonsinos; peces ballena) \| \| \| \| \| \| Trachichthyiformes (peces piña y cabezas de limo) \| \| \| \| |
|                  | \| \| Beryciformes (alfonsinos; peces ballena) \| \| \| \| \| \| Trachichthyiformes (peces piña y cabezas de limo) \| \| \| \| |
|                  | Beryciformes (alfonsinos; peces ballena)                                                                                       |
|                  | |
|                  | Trachichthyiformes (peces piña y cabezas de limo)                                                                              |
|                  | |

|  | Beryciformes (alfonsinos; peces ballena)          |
|  |                                                   |
|  | Trachichthyiformes (peces piña y cabezas de limo) |
|  |                                                   |

| Holocentrimorphaceae | Holocentriformes (pez ardilla; pez soldado)                                                                        |
|                      | Holocentriformes (pez ardilla; pez soldado)                                                                        |
|                      | Percomorpha (atunes, caballitos de mar, gobios, cíclidos, peces planos, lábridos, percas, rapes, peces globo, etc) |
|                      | |

| Berycimorphaceae | \| \| Beryciformes (alfonsinos; peces ballena) \| \| \| \| \| \| Trachichthyiformes (peces piña y cabezas de limo) \| \| \| \| |
|                  | \| \| Beryciformes (alfonsinos; peces ballena) \| \| \| \| \| \| Trachichthyiformes (peces piña y cabezas de limo) \| \| \| \| |
|                  | Beryciformes (alfonsinos; peces ballena)                                                                                       |
|                  | |
|                  | Trachichthyiformes (peces piña y cabezas de limo)                                                                              |
|                  | |

|  | Beryciformes (alfonsinos; peces ballena)          |
|  |                                                   |
|  | Trachichthyiformes (peces piña y cabezas de limo) |
|  |                                                   |

| Holocentrimorphaceae | Holocentriformes (pez ardilla; pez soldado)                                                                        |
|                      | Holocentriformes (pez ardilla; pez soldado)                                                                        |
|                      | Percomorpha (atunes, caballitos de mar, gobios, cíclidos, peces planos, lábridos, percas, rapes, peces globo, etc) |
|                      | |

| Berycimorphaceae | \| \| Beryciformes (alfonsinos; peces ballena) \| \| \| \| \| \| Trachichthyiformes (peces piña y cabezas de limo) \| \| \| \| |
|                  | \| \| Beryciformes (alfonsinos; peces ballena) \| \| \| \| \| \| Trachichthyiformes (peces piña y cabezas de limo) \| \| \| \| |
|                  | Beryciformes (alfonsinos; peces ballena)                                                                                       |
|                  | |
|                  | Trachichthyiformes (peces piña y cabezas de limo)                                                                              |
|                  | |

|  | Beryciformes (alfonsinos; peces ballena)          |
|  |                                                   |
|  | Trachichthyiformes (peces piña y cabezas de limo) |
|  |                                                   |

| Holocentrimorphaceae | Holocentriformes (pez ardilla; pez soldado)                                                                        |
|                      | Holocentriformes (pez ardilla; pez soldado)                                                                        |
|                      | Percomorpha (atunes, caballitos de mar, gobios, cíclidos, peces planos, lábridos, percas, rapes, peces globo, etc) |
|                      | |

| Berycimorphaceae | \| \| Beryciformes (alfonsinos; peces ballena) \| \| \| \| \| \| Trachichthyiformes (peces piña y cabezas de limo) \| \| \| \| |
|                  | \| \| Beryciformes (alfonsinos; peces ballena) \| \| \| \| \| \| Trachichthyiformes (peces piña y cabezas de limo) \| \| \| \| |
|                  | Beryciformes (alfonsinos; peces ballena)                                                                                       |
|                  | |
|                  | Trachichthyiformes (peces piña y cabezas de limo)                                                                              |
|                  | |

|  | Beryciformes (alfonsinos; peces ballena)          |
|  |                                                   |
|  | Trachichthyiformes (peces piña y cabezas de limo) |
|  |                                                   |

| Holocentrimorphaceae | Holocentriformes (pez ardilla; pez soldado)                                                                        |
|                      | Holocentriformes (pez ardilla; pez soldado)                                                                        |
|                      | Percomorpha (atunes, caballitos de mar, gobios, cíclidos, peces planos, lábridos, percas, rapes, peces globo, etc) |
|                      | |

|  | Zeiformes (dories)                                                                                        |
|  | |
|  | \| \| Stylephoriformes (ojos de tubo, aletas de hilo) \| \| \| \| \| \| Gadiformes (bacalaos) \| \| \| \| |
|  | |
|  | Stylephoriformes (ojos de tubo, aletas de hilo)                                                           |
|  | |
|  | Gadiformes (bacalaos)                                                                                     |
|  | |

|  | Stylephoriformes (ojos de tubo, aletas de hilo) |
|  |                                                 |
|  | Gadiformes (bacalaos)                           |
|  |                                                 |

|  | Zeiformes (dories)                                                                                        |
|  | |
|  | \| \| Stylephoriformes (ojos de tubo, aletas de hilo) \| \| \| \| \| \| Gadiformes (bacalaos) \| \| \| \| |
|  | |
|  | Stylephoriformes (ojos de tubo, aletas de hilo)                                                           |
|  | |
|  | Gadiformes (bacalaos)                                                                                     |
|  | |

|  | Stylephoriformes (ojos de tubo, aletas de hilo) |
|  |                                                 |
|  | Gadiformes (bacalaos)                           |
|  |                                                 |

|  | Zeiformes (dories)                                                                                        |
|  | |
|  | \| \| Stylephoriformes (ojos de tubo, aletas de hilo) \| \| \| \| \| \| Gadiformes (bacalaos) \| \| \| \| |
|  | |
|  | Stylephoriformes (ojos de tubo, aletas de hilo)                                                           |
|  | |
|  | Gadiformes (bacalaos)                                                                                     |
|  | |

|  | Stylephoriformes (ojos de tubo, aletas de hilo) |
|  |                                                 |
|  | Gadiformes (bacalaos)                           |
|  |                                                 |

|  | Zeiformes (dories)                                                                                        |
|  | |
|  | \| \| Stylephoriformes (ojos de tubo, aletas de hilo) \| \| \| \| \| \| Gadiformes (bacalaos) \| \| \| \| |
|  | |
|  | Stylephoriformes (ojos de tubo, aletas de hilo)                                                           |
|  | |
|  | Gadiformes (bacalaos)                                                                                     |
|  | |

|  | Stylephoriformes (ojos de tubo, aletas de hilo) |
|  |                                                 |
|  | Gadiformes (bacalaos)                           |
|  |                                                 |

| Berycimorphaceae | \| \| Beryciformes (alfonsinos; peces ballena) \| \| \| \| \| \| Trachichthyiformes (peces piña y cabezas de limo) \| \| \| \| |
|                  | \| \| Beryciformes (alfonsinos; peces ballena) \| \| \| \| \| \| Trachichthyiformes (peces piña y cabezas de limo) \| \| \| \| |
|                  | Beryciformes (alfonsinos; peces ballena)                                                                                       |
|                  | |
|                  | Trachichthyiformes (peces piña y cabezas de limo)                                                                              |
|                  | |

|  | Beryciformes (alfonsinos; peces ballena)          |
|  |                                                   |
|  | Trachichthyiformes (peces piña y cabezas de limo) |
|  |                                                   |

| Holocentrimorphaceae | Holocentriformes (pez ardilla; pez soldado)                                                                        |
|                      | Holocentriformes (pez ardilla; pez soldado)                                                                        |
|                      | Percomorpha (atunes, caballitos de mar, gobios, cíclidos, peces planos, lábridos, percas, rapes, peces globo, etc) |
|                      | |

| Berycimorphaceae | \| \| Beryciformes (alfonsinos; peces ballena) \| \| \| \| \| \| Trachichthyiformes (peces piña y cabezas de limo) \| \| \| \| |
|                  | \| \| Beryciformes (alfonsinos; peces ballena) \| \| \| \| \| \| Trachichthyiformes (peces piña y cabezas de limo) \| \| \| \| |
|                  | Beryciformes (alfonsinos; peces ballena)                                                                                       |
|                  | |
|                  | Trachichthyiformes (peces piña y cabezas de limo)                                                                              |
|                  | |

|  | Beryciformes (alfonsinos; peces ballena)          |
|  |                                                   |
|  | Trachichthyiformes (peces piña y cabezas de limo) |
|  |                                                   |

| Holocentrimorphaceae | Holocentriformes (pez ardilla; pez soldado)                                                                        |
|                      | Holocentriformes (pez ardilla; pez soldado)                                                                        |
|                      | Percomorpha (atunes, caballitos de mar, gobios, cíclidos, peces planos, lábridos, percas, rapes, peces globo, etc) |
|                      | |

| Berycimorphaceae | \| \| Beryciformes (alfonsinos; peces ballena) \| \| \| \| \| \| Trachichthyiformes (peces piña y cabezas de limo) \| \| \| \| |
|                  | \| \| Beryciformes (alfonsinos; peces ballena) \| \| \| \| \| \| Trachichthyiformes (peces piña y cabezas de limo) \| \| \| \| |
|                  | Beryciformes (alfonsinos; peces ballena)                                                                                       |
|                  | |
|                  | Trachichthyiformes (peces piña y cabezas de limo)                                                                              |
|                  | |

|  | Beryciformes (alfonsinos; peces ballena)          |
|  |                                                   |
|  | Trachichthyiformes (peces piña y cabezas de limo) |
|  |                                                   |

| Holocentrimorphaceae | Holocentriformes (pez ardilla; pez soldado)                                                                        |
|                      | Holocentriformes (pez ardilla; pez soldado)                                                                        |
|                      | Percomorpha (atunes, caballitos de mar, gobios, cíclidos, peces planos, lábridos, percas, rapes, peces globo, etc) |
|                      | |

| Berycimorphaceae | \| \| Beryciformes (alfonsinos; peces ballena) \| \| \| \| \| \| Trachichthyiformes (peces piña y cabezas de limo) \| \| \| \| |
|                  | \| \| Beryciformes (alfonsinos; peces ballena) \| \| \| \| \| \| Trachichthyiformes (peces piña y cabezas de limo) \| \| \| \| |
|                  | Beryciformes (alfonsinos; peces ballena)                                                                                       |
|                  | |
|                  | Trachichthyiformes (peces piña y cabezas de limo)                                                                              |
|                  | |

|  | Beryciformes (alfonsinos; peces ballena)          |
|  |                                                   |
|  | Trachichthyiformes (peces piña y cabezas de limo) |
|  |                                                   |

| Holocentrimorphaceae | Holocentriformes (pez ardilla; pez soldado)                                                                        |
|                      | Holocentriformes (pez ardilla; pez soldado)                                                                        |
|                      | Percomorpha (atunes, caballitos de mar, gobios, cíclidos, peces planos, lábridos, percas, rapes, peces globo, etc) |
|                      | |

|  | Zeiformes (dories)                                                                                        |
|  | |
|  | \| \| Stylephoriformes (ojos de tubo, aletas de hilo) \| \| \| \| \| \| Gadiformes (bacalaos) \| \| \| \| |
|  | |
|  | Stylephoriformes (ojos de tubo, aletas de hilo)                                                           |
|  | |
|  | Gadiformes (bacalaos)                                                                                     |
|  | |

|  | Stylephoriformes (ojos de tubo, aletas de hilo) |
|  |                                                 |
|  | Gadiformes (bacalaos)                           |
|  |                                                 |

|  | Zeiformes (dories)                                                                                        |
|  | |
|  | \| \| Stylephoriformes (ojos de tubo, aletas de hilo) \| \| \| \| \| \| Gadiformes (bacalaos) \| \| \| \| |
|  | |
|  | Stylephoriformes (ojos de tubo, aletas de hilo)                                                           |
|  | |
|  | Gadiformes (bacalaos)                                                                                     |
|  | |

|  | Stylephoriformes (ojos de tubo, aletas de hilo) |
|  |                                                 |
|  | Gadiformes (bacalaos)                           |
|  |                                                 |

|  | Zeiformes (dories)                                                                                        |
|  | |
|  | \| \| Stylephoriformes (ojos de tubo, aletas de hilo) \| \| \| \| \| \| Gadiformes (bacalaos) \| \| \| \| |
|  | |
|  | Stylephoriformes (ojos de tubo, aletas de hilo)                                                           |
|  | |
|  | Gadiformes (bacalaos)                                                                                     |
|  | |

|  | Stylephoriformes (ojos de tubo, aletas de hilo) |
|  |                                                 |
|  | Gadiformes (bacalaos)                           |
|  |                                                 |

|  | Zeiformes (dories)                                                                                        |
|  | |
|  | \| \| Stylephoriformes (ojos de tubo, aletas de hilo) \| \| \| \| \| \| Gadiformes (bacalaos) \| \| \| \| |
|  | |
|  | Stylephoriformes (ojos de tubo, aletas de hilo)                                                           |
|  | |
|  | Gadiformes (bacalaos)                                                                                     |
|  | |

|  | Stylephoriformes (ojos de tubo, aletas de hilo) |
|  |                                                 |
|  | Gadiformes (bacalaos)                           |
|  |                                                 |

| Berycimorphaceae | \| \| Beryciformes (alfonsinos; peces ballena) \| \| \| \| \| \| Trachichthyiformes (peces piña y cabezas de limo) \| \| \| \| |
|                  | \| \| Beryciformes (alfonsinos; peces ballena) \| \| \| \| \| \| Trachichthyiformes (peces piña y cabezas de limo) \| \| \| \| |
|                  | Beryciformes (alfonsinos; peces ballena)                                                                                       |
|                  | |
|                  | Trachichthyiformes (peces piña y cabezas de limo)                                                                              |
|                  | |

|  | Beryciformes (alfonsinos; peces ballena)          |
|  |                                                   |
|  | Trachichthyiformes (peces piña y cabezas de limo) |
|  |                                                   |

| Holocentrimorphaceae | Holocentriformes (pez ardilla; pez soldado)                                                                        |
|                      | Holocentriformes (pez ardilla; pez soldado)                                                                        |
|                      | Percomorpha (atunes, caballitos de mar, gobios, cíclidos, peces planos, lábridos, percas, rapes, peces globo, etc) |
|                      | |

| Berycimorphaceae | \| \| Beryciformes (alfonsinos; peces ballena) \| \| \| \| \| \| Trachichthyiformes (peces piña y cabezas de limo) \| \| \| \| |
|                  | \| \| Beryciformes (alfonsinos; peces ballena) \| \| \| \| \| \| Trachichthyiformes (peces piña y cabezas de limo) \| \| \| \| |
|                  | Beryciformes (alfonsinos; peces ballena)                                                                                       |
|                  | |
|                  | Trachichthyiformes (peces piña y cabezas de limo)                                                                              |
|                  | |

|  | Beryciformes (alfonsinos; peces ballena)          |
|  |                                                   |
|  | Trachichthyiformes (peces piña y cabezas de limo) |
|  |                                                   |

| Holocentrimorphaceae | Holocentriformes (pez ardilla; pez soldado)                                                                        |
|                      | Holocentriformes (pez ardilla; pez soldado)                                                                        |
|                      | Percomorpha (atunes, caballitos de mar, gobios, cíclidos, peces planos, lábridos, percas, rapes, peces globo, etc) |
|                      | |

| Berycimorphaceae | \| \| Beryciformes (alfonsinos; peces ballena) \| \| \| \| \| \| Trachichthyiformes (peces piña y cabezas de limo) \| \| \| \| |
|                  | \| \| Beryciformes (alfonsinos; peces ballena) \| \| \| \| \| \| Trachichthyiformes (peces piña y cabezas de limo) \| \| \| \| |
|                  | Beryciformes (alfonsinos; peces ballena)                                                                                       |
|                  | |
|                  | Trachichthyiformes (peces piña y cabezas de limo)                                                                              |
|                  | |

|  | Beryciformes (alfonsinos; peces ballena)          |
|  |                                                   |
|  | Trachichthyiformes (peces piña y cabezas de limo) |
|  |                                                   |

| Holocentrimorphaceae | Holocentriformes (pez ardilla; pez soldado)                                                                        |
|                      | Holocentriformes (pez ardilla; pez soldado)                                                                        |
|                      | Percomorpha (atunes, caballitos de mar, gobios, cíclidos, peces planos, lábridos, percas, rapes, peces globo, etc) |
|                      | |

| Berycimorphaceae | \| \| Beryciformes (alfonsinos; peces ballena) \| \| \| \| \| \| Trachichthyiformes (peces piña y cabezas de limo) \| \| \| \| |
|                  | \| \| Beryciformes (alfonsinos; peces ballena) \| \| \| \| \| \| Trachichthyiformes (peces piña y cabezas de limo) \| \| \| \| |
|                  | Beryciformes (alfonsinos; peces ballena)                                                                                       |
|                  | |
|                  | Trachichthyiformes (peces piña y cabezas de limo)                                                                              |
|                  | |

|  | Beryciformes (alfonsinos; peces ballena)          |
|  |                                                   |
|  | Trachichthyiformes (peces piña y cabezas de limo) |
|  |                                                   |

| Holocentrimorphaceae | Holocentriformes (pez ardilla; pez soldado)                                                                        |
|                      | Holocentriformes (pez ardilla; pez soldado)                                                                        |
|                      | Percomorpha (atunes, caballitos de mar, gobios, cíclidos, peces planos, lábridos, percas, rapes, peces globo, etc) |
|                      | |

|  | Zeiformes (dories)                                                                                        |
|  | |
|  | \| \| Stylephoriformes (ojos de tubo, aletas de hilo) \| \| \| \| \| \| Gadiformes (bacalaos) \| \| \| \| |
|  | |
|  | Stylephoriformes (ojos de tubo, aletas de hilo)                                                           |
|  | |
|  | Gadiformes (bacalaos)                                                                                     |
|  | |

|  | Stylephoriformes (ojos de tubo, aletas de hilo) |
|  |                                                 |
|  | Gadiformes (bacalaos)                           |
|  |                                                 |

|  | Zeiformes (dories)                                                                                        |
|  | |
|  | \| \| Stylephoriformes (ojos de tubo, aletas de hilo) \| \| \| \| \| \| Gadiformes (bacalaos) \| \| \| \| |
|  | |
|  | Stylephoriformes (ojos de tubo, aletas de hilo)                                                           |
|  | |
|  | Gadiformes (bacalaos)                                                                                     |
|  | |

|  | Stylephoriformes (ojos de tubo, aletas de hilo) |
|  |                                                 |
|  | Gadiformes (bacalaos)                           |
|  |                                                 |

|  | Zeiformes (dories)                                                                                        |
|  | |
|  | \| \| Stylephoriformes (ojos de tubo, aletas de hilo) \| \| \| \| \| \| Gadiformes (bacalaos) \| \| \| \| |
|  | |
|  | Stylephoriformes (ojos de tubo, aletas de hilo)                                                           |
|  | |
|  | Gadiformes (bacalaos)                                                                                     |
|  | |

|  | Stylephoriformes (ojos de tubo, aletas de hilo) |
|  |                                                 |
|  | Gadiformes (bacalaos)                           |
|  |                                                 |

|  | Zeiformes (dories)                                                                                        |
|  | |
|  | \| \| Stylephoriformes (ojos de tubo, aletas de hilo) \| \| \| \| \| \| Gadiformes (bacalaos) \| \| \| \| |
|  | |
|  | Stylephoriformes (ojos de tubo, aletas de hilo)                                                           |
|  | |
|  | Gadiformes (bacalaos)                                                                                     |
|  | |

|  | Stylephoriformes (ojos de tubo, aletas de hilo) |
|  |                                                 |
|  | Gadiformes (bacalaos)                           |
|  |                                                 |

| Berycimorphaceae | \| \| Beryciformes (alfonsinos; peces ballena) \| \| \| \| \| \| Trachichthyiformes (peces piña y cabezas de limo) \| \| \| \| |
|                  | \| \| Beryciformes (alfonsinos; peces ballena) \| \| \| \| \| \| Trachichthyiformes (peces piña y cabezas de limo) \| \| \| \| |
|                  | Beryciformes (alfonsinos; peces ballena)                                                                                       |
|                  | |
|                  | Trachichthyiformes (peces piña y cabezas de limo)                                                                              |
|                  | |

|  | Beryciformes (alfonsinos; peces ballena)          |
|  |                                                   |
|  | Trachichthyiformes (peces piña y cabezas de limo) |
|  |                                                   |

| Holocentrimorphaceae | Holocentriformes (pez ardilla; pez soldado)                                                                        |
|                      | Holocentriformes (pez ardilla; pez soldado)                                                                        |
|                      | Percomorpha (atunes, caballitos de mar, gobios, cíclidos, peces planos, lábridos, percas, rapes, peces globo, etc) |
|                      | |

| Berycimorphaceae | \| \| Beryciformes (alfonsinos; peces ballena) \| \| \| \| \| \| Trachichthyiformes (peces piña y cabezas de limo) \| \| \| \| |
|                  | \| \| Beryciformes (alfonsinos; peces ballena) \| \| \| \| \| \| Trachichthyiformes (peces piña y cabezas de limo) \| \| \| \| |
|                  | Beryciformes (alfonsinos; peces ballena)                                                                                       |
|                  | |
|                  | Trachichthyiformes (peces piña y cabezas de limo)                                                                              |
|                  | |

|  | Beryciformes (alfonsinos; peces ballena)          |
|  |                                                   |
|  | Trachichthyiformes (peces piña y cabezas de limo) |
|  |                                                   |

| Holocentrimorphaceae | Holocentriformes (pez ardilla; pez soldado)                                                                        |
|                      | Holocentriformes (pez ardilla; pez soldado)                                                                        |
|                      | Percomorpha (atunes, caballitos de mar, gobios, cíclidos, peces planos, lábridos, percas, rapes, peces globo, etc) |
|                      | |

| Berycimorphaceae | \| \| Beryciformes (alfonsinos; peces ballena) \| \| \| \| \| \| Trachichthyiformes (peces piña y cabezas de limo) \| \| \| \| |
|                  | \| \| Beryciformes (alfonsinos; peces ballena) \| \| \| \| \| \| Trachichthyiformes (peces piña y cabezas de limo) \| \| \| \| |
|                  | Beryciformes (alfonsinos; peces ballena)                                                                                       |
|                  | |
|                  | Trachichthyiformes (peces piña y cabezas de limo)                                                                              |
|                  | |

|  | Beryciformes (alfonsinos; peces ballena)          |
|  |                                                   |
|  | Trachichthyiformes (peces piña y cabezas de limo) |
|  |                                                   |

| Holocentrimorphaceae | Holocentriformes (pez ardilla; pez soldado)                                                                        |
|                      | Holocentriformes (pez ardilla; pez soldado)                                                                        |
|                      | Percomorpha (atunes, caballitos de mar, gobios, cíclidos, peces planos, lábridos, percas, rapes, peces globo, etc) |
|                      | |

| Berycimorphaceae | \| \| Beryciformes (alfonsinos; peces ballena) \| \| \| \| \| \| Trachichthyiformes (peces piña y cabezas de limo) \| \| \| \| |
|                  | \| \| Beryciformes (alfonsinos; peces ballena) \| \| \| \| \| \| Trachichthyiformes (peces piña y cabezas de limo) \| \| \| \| |
|                  | Beryciformes (alfonsinos; peces ballena)                                                                                       |
|                  | |
|                  | Trachichthyiformes (peces piña y cabezas de limo)                                                                              |
|                  | |

|  | Beryciformes (alfonsinos; peces ballena)          |
|  |                                                   |
|  | Trachichthyiformes (peces piña y cabezas de limo) |
|  |                                                   |

| Holocentrimorphaceae | Holocentriformes (pez ardilla; pez soldado)                                                                        |
|                      | Holocentriformes (pez ardilla; pez soldado)                                                                        |
|                      | Percomorpha (atunes, caballitos de mar, gobios, cíclidos, peces planos, lábridos, percas, rapes, peces globo, etc) |
|                      | |

|  | Zeiformes (dories)                                                                                        |
|  | |
|  | \| \| Stylephoriformes (ojos de tubo, aletas de hilo) \| \| \| \| \| \| Gadiformes (bacalaos) \| \| \| \| |
|  | |
|  | Stylephoriformes (ojos de tubo, aletas de hilo)                                                           |
|  | |
|  | Gadiformes (bacalaos)                                                                                     |
|  | |

|  | Stylephoriformes (ojos de tubo, aletas de hilo) |
|  |                                                 |
|  | Gadiformes (bacalaos)                           |
|  |                                                 |

|  | Zeiformes (dories)                                                                                        |
|  | |
|  | \| \| Stylephoriformes (ojos de tubo, aletas de hilo) \| \| \| \| \| \| Gadiformes (bacalaos) \| \| \| \| |
|  | |
|  | Stylephoriformes (ojos de tubo, aletas de hilo)                                                           |
|  | |
|  | Gadiformes (bacalaos)                                                                                     |
|  | |

|  | Stylephoriformes (ojos de tubo, aletas de hilo) |
|  |                                                 |
|  | Gadiformes (bacalaos)                           |
|  |                                                 |

|  | Zeiformes (dories)                                                                                        |
|  | |
|  | \| \| Stylephoriformes (ojos de tubo, aletas de hilo) \| \| \| \| \| \| Gadiformes (bacalaos) \| \| \| \| |
|  | |
|  | Stylephoriformes (ojos de tubo, aletas de hilo)                                                           |
|  | |
|  | Gadiformes (bacalaos)                                                                                     |
|  | |

|  | Stylephoriformes (ojos de tubo, aletas de hilo) |
|  |                                                 |
|  | Gadiformes (bacalaos)                           |
|  |                                                 |

|  | Zeiformes (dories)                                                                                        |
|  | |
|  | \| \| Stylephoriformes (ojos de tubo, aletas de hilo) \| \| \| \| \| \| Gadiformes (bacalaos) \| \| \| \| |
|  | |
|  | Stylephoriformes (ojos de tubo, aletas de hilo)                                                           |
|  | |
|  | Gadiformes (bacalaos)                                                                                     |
|  | |

|  | Stylephoriformes (ojos de tubo, aletas de hilo) |
|  |                                                 |
|  | Gadiformes (bacalaos)                           |
|  |                                                 |

| Berycimorphaceae | \| \| Beryciformes (alfonsinos; peces ballena) \| \| \| \| \| \| Trachichthyiformes (peces piña y cabezas de limo) \| \| \| \| |
|                  | \| \| Beryciformes (alfonsinos; peces ballena) \| \| \| \| \| \| Trachichthyiformes (peces piña y cabezas de limo) \| \| \| \| |
|                  | Beryciformes (alfonsinos; peces ballena)                                                                                       |
|                  | |
|                  | Trachichthyiformes (peces piña y cabezas de limo)                                                                              |
|                  | |

|  | Beryciformes (alfonsinos; peces ballena)          |
|  |                                                   |
|  | Trachichthyiformes (peces piña y cabezas de limo) |
|  |                                                   |

| Holocentrimorphaceae | Holocentriformes (pez ardilla; pez soldado)                                                                        |
|                      | Holocentriformes (pez ardilla; pez soldado)                                                                        |
|                      | Percomorpha (atunes, caballitos de mar, gobios, cíclidos, peces planos, lábridos, percas, rapes, peces globo, etc) |
|                      | |

| Berycimorphaceae | \| \| Beryciformes (alfonsinos; peces ballena) \| \| \| \| \| \| Trachichthyiformes (peces piña y cabezas de limo) \| \| \| \| |
|                  | \| \| Beryciformes (alfonsinos; peces ballena) \| \| \| \| \| \| Trachichthyiformes (peces piña y cabezas de limo) \| \| \| \| |
|                  | Beryciformes (alfonsinos; peces ballena)                                                                                       |
|                  | |
|                  | Trachichthyiformes (peces piña y cabezas de limo)                                                                              |
|                  | |

|  | Beryciformes (alfonsinos; peces ballena)          |
|  |                                                   |
|  | Trachichthyiformes (peces piña y cabezas de limo) |
|  |                                                   |

| Holocentrimorphaceae | Holocentriformes (pez ardilla; pez soldado)                                                                        |
|                      | Holocentriformes (pez ardilla; pez soldado)                                                                        |
|                      | Percomorpha (atunes, caballitos de mar, gobios, cíclidos, peces planos, lábridos, percas, rapes, peces globo, etc) |
|                      | |

| Berycimorphaceae | \| \| Beryciformes (alfonsinos; peces ballena) \| \| \| \| \| \| Trachichthyiformes (peces piña y cabezas de limo) \| \| \| \| |
|                  | \| \| Beryciformes (alfonsinos; peces ballena) \| \| \| \| \| \| Trachichthyiformes (peces piña y cabezas de limo) \| \| \| \| |
|                  | Beryciformes (alfonsinos; peces ballena)                                                                                       |
|                  | |
|                  | Trachichthyiformes (peces piña y cabezas de limo)                                                                              |
|                  | |

|  | Beryciformes (alfonsinos; peces ballena)          |
|  |                                                   |
|  | Trachichthyiformes (peces piña y cabezas de limo) |
|  |                                                   |

| Holocentrimorphaceae | Holocentriformes (pez ardilla; pez soldado)                                                                        |
|                      | Holocentriformes (pez ardilla; pez soldado)                                                                        |
|                      | Percomorpha (atunes, caballitos de mar, gobios, cíclidos, peces planos, lábridos, percas, rapes, peces globo, etc) |
|                      | |

| Berycimorphaceae | \| \| Beryciformes (alfonsinos; peces ballena) \| \| \| \| \| \| Trachichthyiformes (peces piña y cabezas de limo) \| \| \| \| |
|                  | \| \| Beryciformes (alfonsinos; peces ballena) \| \| \| \| \| \| Trachichthyiformes (peces piña y cabezas de limo) \| \| \| \| |
|                  | Beryciformes (alfonsinos; peces ballena)                                                                                       |
|                  | |
|                  | Trachichthyiformes (peces piña y cabezas de limo)                                                                              |
|                  | |

|  | Beryciformes (alfonsinos; peces ballena)          |
|  |                                                   |
|  | Trachichthyiformes (peces piña y cabezas de limo) |
|  |                                                   |

| Holocentrimorphaceae | Holocentriformes (pez ardilla; pez soldado)                                                                        |
|                      | Holocentriformes (pez ardilla; pez soldado)                                                                        |
|                      | Percomorpha (atunes, caballitos de mar, gobios, cíclidos, peces planos, lábridos, percas, rapes, peces globo, etc) |
|                      | |

|  | Zeiformes (dories)                                                                                        |
|  | |
|  | \| \| Stylephoriformes (ojos de tubo, aletas de hilo) \| \| \| \| \| \| Gadiformes (bacalaos) \| \| \| \| |
|  | |
|  | Stylephoriformes (ojos de tubo, aletas de hilo)                                                           |
|  | |
|  | Gadiformes (bacalaos)                                                                                     |
|  | |

|  | Stylephoriformes (ojos de tubo, aletas de hilo) |
|  |                                                 |
|  | Gadiformes (bacalaos)                           |
|  |                                                 |

|  | Zeiformes (dories)                                                                                        |
|  | |
|  | \| \| Stylephoriformes (ojos de tubo, aletas de hilo) \| \| \| \| \| \| Gadiformes (bacalaos) \| \| \| \| |
|  | |
|  | Stylephoriformes (ojos de tubo, aletas de hilo)                                                           |
|  | |
|  | Gadiformes (bacalaos)                                                                                     |
|  | |

|  | Stylephoriformes (ojos de tubo, aletas de hilo) |
|  |                                                 |
|  | Gadiformes (bacalaos)                           |
|  |                                                 |

|  | Zeiformes (dories)                                                                                        |
|  | |
|  | \| \| Stylephoriformes (ojos de tubo, aletas de hilo) \| \| \| \| \| \| Gadiformes (bacalaos) \| \| \| \| |
|  | |
|  | Stylephoriformes (ojos de tubo, aletas de hilo)                                                           |
|  | |
|  | Gadiformes (bacalaos)                                                                                     |
|  | |

|  | Stylephoriformes (ojos de tubo, aletas de hilo) |
|  |                                                 |
|  | Gadiformes (bacalaos)                           |
|  |                                                 |

|  | Zeiformes (dories)                                                                                        |
|  | |
|  | \| \| Stylephoriformes (ojos de tubo, aletas de hilo) \| \| \| \| \| \| Gadiformes (bacalaos) \| \| \| \| |
|  | |
|  | Stylephoriformes (ojos de tubo, aletas de hilo)                                                           |
|  | |
|  | Gadiformes (bacalaos)                                                                                     |
|  | |

|  | Stylephoriformes (ojos de tubo, aletas de hilo) |
|  |                                                 |
|  | Gadiformes (bacalaos)                           |
|  |                                                 |

| Berycimorphaceae | \| \| Beryciformes (alfonsinos; peces ballena) \| \| \| \| \| \| Trachichthyiformes (peces piña y cabezas de limo) \| \| \| \| |
|                  | \| \| Beryciformes (alfonsinos; peces ballena) \| \| \| \| \| \| Trachichthyiformes (peces piña y cabezas de limo) \| \| \| \| |
|                  | Beryciformes (alfonsinos; peces ballena)                                                                                       |
|                  | |
|                  | Trachichthyiformes (peces piña y cabezas de limo)                                                                              |
|                  | |

|  | Beryciformes (alfonsinos; peces ballena)          |
|  |                                                   |
|  | Trachichthyiformes (peces piña y cabezas de limo) |
|  |                                                   |

| Holocentrimorphaceae | Holocentriformes (pez ardilla; pez soldado)                                                                        |
|                      | Holocentriformes (pez ardilla; pez soldado)                                                                        |
|                      | Percomorpha (atunes, caballitos de mar, gobios, cíclidos, peces planos, lábridos, percas, rapes, peces globo, etc) |
|                      | |

| Berycimorphaceae | \| \| Beryciformes (alfonsinos; peces ballena) \| \| \| \| \| \| Trachichthyiformes (peces piña y cabezas de limo) \| \| \| \| |
|                  | \| \| Beryciformes (alfonsinos; peces ballena) \| \| \| \| \| \| Trachichthyiformes (peces piña y cabezas de limo) \| \| \| \| |
|                  | Beryciformes (alfonsinos; peces ballena)                                                                                       |
|                  | |
|                  | Trachichthyiformes (peces piña y cabezas de limo)                                                                              |
|                  | |

|  | Beryciformes (alfonsinos; peces ballena)          |
|  |                                                   |
|  | Trachichthyiformes (peces piña y cabezas de limo) |
|  |                                                   |

| Holocentrimorphaceae | Holocentriformes (pez ardilla; pez soldado)                                                                        |
|                      | Holocentriformes (pez ardilla; pez soldado)                                                                        |
|                      | Percomorpha (atunes, caballitos de mar, gobios, cíclidos, peces planos, lábridos, percas, rapes, peces globo, etc) |
|                      | |

| Berycimorphaceae | \| \| Beryciformes (alfonsinos; peces ballena) \| \| \| \| \| \| Trachichthyiformes (peces piña y cabezas de limo) \| \| \| \| |
|                  | \| \| Beryciformes (alfonsinos; peces ballena) \| \| \| \| \| \| Trachichthyiformes (peces piña y cabezas de limo) \| \| \| \| |
|                  | Beryciformes (alfonsinos; peces ballena)                                                                                       |
|                  | |
|                  | Trachichthyiformes (peces piña y cabezas de limo)                                                                              |
|                  | |

|  | Beryciformes (alfonsinos; peces ballena)          |
|  |                                                   |
|  | Trachichthyiformes (peces piña y cabezas de limo) |
|  |                                                   |

| Holocentrimorphaceae | Holocentriformes (pez ardilla; pez soldado)                                                                        |
|                      | Holocentriformes (pez ardilla; pez soldado)                                                                        |
|                      | Percomorpha (atunes, caballitos de mar, gobios, cíclidos, peces planos, lábridos, percas, rapes, peces globo, etc) |
|                      | |

| Berycimorphaceae | \| \| Beryciformes (alfonsinos; peces ballena) \| \| \| \| \| \| Trachichthyiformes (peces piña y cabezas de limo) \| \| \| \| |
|                  | \| \| Beryciformes (alfonsinos; peces ballena) \| \| \| \| \| \| Trachichthyiformes (peces piña y cabezas de limo) \| \| \| \| |
|                  | Beryciformes (alfonsinos; peces ballena)                                                                                       |
|                  | |
|                  | Trachichthyiformes (peces piña y cabezas de limo)                                                                              |
|                  | |

|  | Beryciformes (alfonsinos; peces ballena)          |
|  |                                                   |
|  | Trachichthyiformes (peces piña y cabezas de limo) |
|  |                                                   |

| Holocentrimorphaceae | Holocentriformes (pez ardilla; pez soldado)                                                                        |
|                      | Holocentriformes (pez ardilla; pez soldado)                                                                        |
|                      | Percomorpha (atunes, caballitos de mar, gobios, cíclidos, peces planos, lábridos, percas, rapes, peces globo, etc) |
|                      | |

|  | Zeiformes (dories)                                                                                        |
|  | |
|  | \| \| Stylephoriformes (ojos de tubo, aletas de hilo) \| \| \| \| \| \| Gadiformes (bacalaos) \| \| \| \| |
|  | |
|  | Stylephoriformes (ojos de tubo, aletas de hilo)                                                           |
|  | |
|  | Gadiformes (bacalaos)                                                                                     |
|  | |

|  | Stylephoriformes (ojos de tubo, aletas de hilo) |
|  |                                                 |
|  | Gadiformes (bacalaos)                           |
|  |                                                 |

|  | Zeiformes (dories)                                                                                        |
|  | |
|  | \| \| Stylephoriformes (ojos de tubo, aletas de hilo) \| \| \| \| \| \| Gadiformes (bacalaos) \| \| \| \| |
|  | |
|  | Stylephoriformes (ojos de tubo, aletas de hilo)                                                           |
|  | |
|  | Gadiformes (bacalaos)                                                                                     |
|  | |

|  | Stylephoriformes (ojos de tubo, aletas de hilo) |
|  |                                                 |
|  | Gadiformes (bacalaos)                           |
|  |                                                 |

|  | Zeiformes (dories)                                                                                        |
|  | |
|  | \| \| Stylephoriformes (ojos de tubo, aletas de hilo) \| \| \| \| \| \| Gadiformes (bacalaos) \| \| \| \| |
|  | |
|  | Stylephoriformes (ojos de tubo, aletas de hilo)                                                           |
|  | |
|  | Gadiformes (bacalaos)                                                                                     |
|  | |

|  | Stylephoriformes (ojos de tubo, aletas de hilo) |
|  |                                                 |
|  | Gadiformes (bacalaos)                           |
|  |                                                 |

|  | Zeiformes (dories)                                                                                        |
|  | |
|  | \| \| Stylephoriformes (ojos de tubo, aletas de hilo) \| \| \| \| \| \| Gadiformes (bacalaos) \| \| \| \| |
|  | |
|  | Stylephoriformes (ojos de tubo, aletas de hilo)                                                           |
|  | |
|  | Gadiformes (bacalaos)                                                                                     |
|  | |

|  | Stylephoriformes (ojos de tubo, aletas de hilo) |
|  |                                                 |
|  | Gadiformes (bacalaos)                           |
|  |                                                 |

| Berycimorphaceae | \| \| Beryciformes (alfonsinos; peces ballena) \| \| \| \| \| \| Trachichthyiformes (peces piña y cabezas de limo) \| \| \| \| |
|                  | \| \| Beryciformes (alfonsinos; peces ballena) \| \| \| \| \| \| Trachichthyiformes (peces piña y cabezas de limo) \| \| \| \| |
|                  | Beryciformes (alfonsinos; peces ballena)                                                                                       |
|                  | |
|                  | Trachichthyiformes (peces piña y cabezas de limo)                                                                              |
|                  | |

|  | Beryciformes (alfonsinos; peces ballena)          |
|  |                                                   |
|  | Trachichthyiformes (peces piña y cabezas de limo) |
|  |                                                   |

| Holocentrimorphaceae | Holocentriformes (pez ardilla; pez soldado)                                                                        |
|                      | Holocentriformes (pez ardilla; pez soldado)                                                                        |
|                      | Percomorpha (atunes, caballitos de mar, gobios, cíclidos, peces planos, lábridos, percas, rapes, peces globo, etc) |
|                      | |

| Berycimorphaceae | \| \| Beryciformes (alfonsinos; peces ballena) \| \| \| \| \| \| Trachichthyiformes (peces piña y cabezas de limo) \| \| \| \| |
|                  | \| \| Beryciformes (alfonsinos; peces ballena) \| \| \| \| \| \| Trachichthyiformes (peces piña y cabezas de limo) \| \| \| \| |
|                  | Beryciformes (alfonsinos; peces ballena)                                                                                       |
|                  | |
|                  | Trachichthyiformes (peces piña y cabezas de limo)                                                                              |
|                  | |

|  | Beryciformes (alfonsinos; peces ballena)          |
|  |                                                   |
|  | Trachichthyiformes (peces piña y cabezas de limo) |
|  |                                                   |

| Holocentrimorphaceae | Holocentriformes (pez ardilla; pez soldado)                                                                        |
|                      | Holocentriformes (pez ardilla; pez soldado)                                                                        |
|                      | Percomorpha (atunes, caballitos de mar, gobios, cíclidos, peces planos, lábridos, percas, rapes, peces globo, etc) |
|                      | |

| Berycimorphaceae | \| \| Beryciformes (alfonsinos; peces ballena) \| \| \| \| \| \| Trachichthyiformes (peces piña y cabezas de limo) \| \| \| \| |
|                  | \| \| Beryciformes (alfonsinos; peces ballena) \| \| \| \| \| \| Trachichthyiformes (peces piña y cabezas de limo) \| \| \| \| |
|                  | Beryciformes (alfonsinos; peces ballena)                                                                                       |
|                  | |
|                  | Trachichthyiformes (peces piña y cabezas de limo)                                                                              |
|                  | |

|  | Beryciformes (alfonsinos; peces ballena)          |
|  |                                                   |
|  | Trachichthyiformes (peces piña y cabezas de limo) |
|  |                                                   |

| Holocentrimorphaceae | Holocentriformes (pez ardilla; pez soldado)                                                                        |
|                      | Holocentriformes (pez ardilla; pez soldado)                                                                        |
|                      | Percomorpha (atunes, caballitos de mar, gobios, cíclidos, peces planos, lábridos, percas, rapes, peces globo, etc) |
|                      | |

| Berycimorphaceae | \| \| Beryciformes (alfonsinos; peces ballena) \| \| \| \| \| \| Trachichthyiformes (peces piña y cabezas de limo) \| \| \| \| |
|                  | \| \| Beryciformes (alfonsinos; peces ballena) \| \| \| \| \| \| Trachichthyiformes (peces piña y cabezas de limo) \| \| \| \| |
|                  | Beryciformes (alfonsinos; peces ballena)                                                                                       |
|                  | |
|                  | Trachichthyiformes (peces piña y cabezas de limo)                                                                              |
|                  | |

|  | Beryciformes (alfonsinos; peces ballena)          |
|  |                                                   |
|  | Trachichthyiformes (peces piña y cabezas de limo) |
|  |                                                   |

| Holocentrimorphaceae | Holocentriformes (pez ardilla; pez soldado)                                                                        |
|                      | Holocentriformes (pez ardilla; pez soldado)                                                                        |
|                      | Percomorpha (atunes, caballitos de mar, gobios, cíclidos, peces planos, lábridos, percas, rapes, peces globo, etc) |
|                      | |